# Liste italienischer Regimenter
Nachstehende Liste italienischer Regimenter ist im Wesentlichen nach den Truppengattungen (Waffengattungen) des italienischen Heeres gegliedert und umfasst aktive und aufgelöste Regimenter. Zu jeder bestehenden oder ehemaligen Truppengattung (oder vergleichbaren Organisationen) und deren Untergattungen sind Informationen zu deren Entstehungsgeschichte angegeben, insbesondere hinsichtlich der Regimentsebene. Diese Liste italienischer Regimenter ist nicht vollständig, sie wird jedoch nach und nach ausgebaut, verbessert und aktualisiert.

Embleme der Waffengattungen des italienischen Heeres

## Infanterie

### Grenadiere

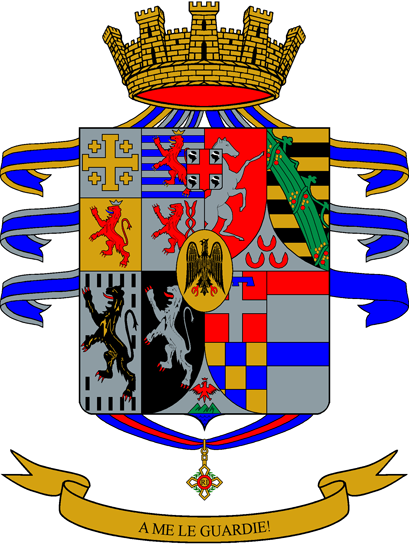
Wappen des 1. Grenadierregiments

Die italienischen Grenadiere entstanden wie in anderen europäischen Staaten als besondere, mit Granaten ausgerüsteten Kompanien der Linieninfanterieregimenter. Um Granaten weiter werfen zu können, rekrutierte man für die Grenadiereinheiten besonders große und kräftige Soldaten. Als Granaten zum allgemeinen Ausrüstungsgegenstand der Infanterie wurden, verloren die Grenadiere ihre Sonderrolle. In vielen Armeen fasste man dann die Grenadierkompanien wegen des „Gardemaßes“ ihrer Soldaten zu Gardegrenadierregimentern (GR.) zusammen, die in der Regel beim Monarchen besondere Wachaufgaben hatten und als Elite galten (im Deutschen Reich benannte man 1942 die Infanterieregimenter allgemein in Grenadierregimenter um). In Italien fasste man die Grenadiere nach 1815 im alten piemontesischen „Garderegiment“ (1659) zusammen, das heute Teil der Brigade „Granatieri di Sardegna“ ist. Die anderen, während der Einigung Italiens gegründeten Grenadierbrigaden wurden bald in die Linieninfanterie überführt.
- 1. GR. „GRANATIERI DI SARDEGNA“ (Turin, 1659 – Rom) (1976–1992: 1. Gren.Btl. „Assietta“)
- 2. GR. „GRANATIERI DI SARDEGNA“ (Turin, 1848 – Spoleto) (1976–1992, 2017–2022: 2. Gren.Btl. „Cengio“)
- 3. GR. „GRANATIERI DI SARDEGNA“ (Viterbo, 1926 – Orvieto, 2002) (3. GR. auch 1849–1850; 1976–1992: 3. Gren.Btl. „Guardie“)

- 3./4. GR. „GRANATIERI DI LOMBARDIA“ (Genua, 1859 – 1871, dann 73./74. IR. „LOMBARDIA“)
- 5./6. GR. „GRANATIERI DI NAPOLI“ (Florenz, 1861 – 1871, dann 75./76. IR. „NAPOLI“)
- 7./8. GR. „GRANATIERI DI TOSCANA“ (Mailand, 1862 – 1871, dann 77./78. IR. „TOSCANA“)
- 10./11. GR. „GRANATIERI DI SAVOIA“ (Rom, 1936 – Ostafrika, 1941) [Ostafrika, Addis Abeba, Keren]

### Linieninfanterie

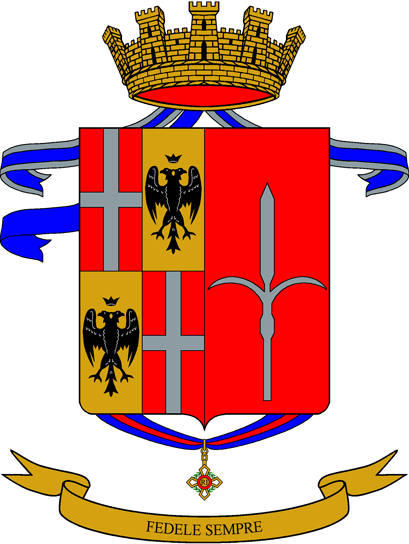
Wappen 1. Infanterieregiment

Bis 1926 bildeten je zwei Infanterieregimenter eine Brigade und je zwei Brigaden eine Karree-Division. Die Regimenter waren durchgehend nummeriert, die Brigaden hatten nur Namen. Als man 1926 die Brigaden in ihrer bisherigen Form abschaffte und mit jeweils drei Regimentern triangulare Divisionen bildete, erhielten die Regimenter neben ihren bisherigen Nummern auch die Namen der Brigade, der sie jeweils angehört hatten. Die Heeresreform von 1939 schuf die sogenannte „binäre“ Division, also Divisionen mit nur zwei Infanterieregimentern. Diese Divisionen übernahmen die Namen der alten, 1926 aufgelösten Brigaden und deren jeweils zwei Infanterieregimenter (IR.). In nachstehender Liste der Linieninfanterieregimenter geben die Regimentsnamen also Auskunft über die Brigaden und Divisionen, denen die Regimenter bis 1926 und dann von 1939 bis 1943 angehörten. Zweite Namen weisen darauf hin, dass der Name des übergeordneten Großverbandes geändert wurde (in der Regel 1939–1943). In der Zeit von 1975 bis 1991 bestanden die dann noch aktiven Regimenter als Bataillone weiter, ab 1991 wieder als Regimenter in Bataillonsstärke. (In runden Klammern Aufstellungs- und Auflösungsdaten; ist zuletzt nur ein Ort ohne Jahr angegeben, ist das Regiment dort noch immer stationiert.) [In eckigen Klammern bedeutende Einsatzorte.]

#### Linieninfanterie ab 1619
Siehe auch: Liste der savoyischen und sardinischen Regimenter der Frühen Neuzeit
- 1. IR. „RE“/„SAN GIUSTO“ (1624 – Triest, 2008) [1915–1918: Podgora, Bainsizza, M. Tomba, Alano; 1941–1943: Jugoslawien]
- 2. IR. „RE“/„PORDENONE“ (1831 – Pordenone, 1993) [1915–1918: Podgora, Bainsizza, M. Tomba, Alano; 1941–1943: Jugoslawien]
- 3. IR. „PIEMONTE“ (1636 – Peloponnes, 1943) [1849: Novara; 1915–1918: Freikofel, Ortigara, S. Marco, Nervesa; 1940–1943: Griechenland]
- 4. IR. „PIEMONTE“ (1831 – Asti, 1991) [1849: Novara; 1915–1918: Pal Piccolo/Grande, Lemerle, Camporovere; 1940–1943: Griechenland]
- 5. IR. „AOSTA“ (1690 – Messina) [1859: S. Martino; 1915–1918: Mte. Grappa, Col della Berretta]
- 6. IR. „AOSTA“ (1831–1955) [1859: S. Martino; 1915–1918: Mte. Grappa, Col della Berretta, Mte. Valderoa; 1940–1943: Sizilien]
- 7. IR. „CUNEO“ (Nizza, 1701 – Udine, 2001) [1915–1918: Tonale, Isonzo, Asiago, Vittorio Veneto; 1940–1943: Frankreich, Griechenland]
- 8. IR. „CUNEO“ (1831 – Samos, 1943) [1915–1918: Podgora, Grafenberg; 1935–1936: Ostafrika; 1940–1943: Frankreich, Griechenland]
- 9. IR. „REGINA“/„BARI“ (Pinerolo, 1734 – Trani) [1915–1918: S. Michele, Valbella, Piave; 1940–1943: Ägäis]
- 10. IR. „REGINA“ (1831 – Leros, 1943) [1915–1918: Bosco Capuccio, S. Michele, Valbella; 1941–1943: Dodekanes, Leros]
- 11. IR. „CASALE“ (1619 – Casale, 1999) [1915–1918: Görz; 1940–1943: Griechenland]
- 12. IR. „CASALE“ (1831 – Griechenland, 1943) [1915–1918: Görz, Piave; 1940–1943: Griechenland]
- 13. IR. „PINEROLO“ (1672–1990) [1915–1918: Cima Echar, Costalunga, Valbella; 1935–1936: Ostafrika; 1940–1943: Frankreich, Griechenland]
- 14. IR. „PINEROLO“ (1831 – Bari, 1955) [1915–1918: Cima Echar, Costalunga, Valbella; 1935–1936: Ostafrika; 1940–1943: Frankreich, Griechenland]
- 15. IR. „SAVONA“ (1815 – Ägypten, 1942) [1859: Palestro; 1915–1918: Redipuglia, Sei Busi; 1940–1943: Nordafrika]
- 16. IR. „SAVONA“ (1831 – Savona, 1991) [1859: Palestro; 1915–1918: Redipuglia, Sei Busi; 1940–1943: Nordafrika]
- 17. IR. „ACQUI“ (1703 – Capua) [1915–1918: Sei Busi, Selz, Melette; 1940–1943: Griechenland, Kefalonia]
- 18. IR. „ACQUI“ (1831 – Korfu, 1943) [1915–1918: Isono, Vermegliano; 1943: Griechenland, Korfu, Kefalonia]

#### Linieninfanterie ab 1848
- 19. IR. „BRESCIA“ (Vercelli, 1848 – El Alamein, 1942) [18: Frankreich, Bligny, Aisne; 1935–1936: Ostafrika; 1940–1943: Nordafrika]
- 20. IR. „BRESCIA“ (Vercelli, 1848 – Brescia, 1991) [18: Frankreich, Bligny, Aisne; 1935–1936: Ostafrika; 1940–1943: Nordafrika]
- 21. IR. „CREMONA“ (1848 – Alessandria, 2003) [1915–1918: Jamiano, Pertica; 1940–1945: Sardinien, Korsika, Italien, Alfonsine]
- 22. IR. „CREMONA“ (1848 – Cuneo, 1990) [1915–1918: Jamiano, Bosco Capuccio, Asolone; 1940–1945: Sardinien, Korsika, Italien, Primaro]
- 23. IR. „COMO“/„ISONZO“ (1848 – Como, 1996) [1915–1918: S. Lucia del Piave; 1941–1943: Jugoslawien]
- 24. IR. „COMO“/„ISONZO“ (Alessandria, 1859 – Jugoslawien, 1943) [1915–1918: S. Lucia del Piave; 1941–1943: Jugoslawien]
- 25. IR. „BERGAMO“ (Alessandria, 1859 – Split, 1943) [1915–1918: S. Lucia, Flondar, Pozzuolo, Piave; 1941–1943: Jugoslawien]
- 26. IR. „BERGAMO“ (1859 – Imperia, 1999) [1915–1918: S. Lucia, Raccogliano, Carpenedolo, M. Lisser; 1941–1943: Jugoslawien]
- 27. IR. „PAVIA“ (1860 – El Alamein, 1942) [1915–1918: Görz, Sieben Gemeinden; 1940–1942: Nordafrika]
- 28. IR. „PAVIA“ (1860 – Pesaro, Operative Information) [1915–1918: Görz, Sieben Gemeinden; 1940–1942: Nordafrika]
- 29. IR. „PISA”/“ASSIETTA“ (1859 – Sizilien, 1943) [1915–1918: Loquizza; 1940–1943: Frankreich, Jugoslawien, Sizilien]
- 30. IR. „PISA“/”ASSIETTA” (1859 – Verona, 1991) [1915–1918: Sernaglia; 1940–1943: Frankreich, Jugoslawien, Sizilien]
- 31. IR. „SIENA“ (Lucca, 1859 – Kreta, 1943) [1915–1918: Col del Bosco; 1940–1943: Frankreich, Griechenland, Kreta]
- 32. IR. „SIENA“ (Lucca, 1859 – Kreta, 1943)[1915–1918: Castelnuovo; 1940–1943: Frankreich, Griechenland, Kreta]
- 33. IR. „LIVORNO“ (1859 – Redipuglia, 1991) [1915–1918: Bainsizza; 1940–1943: Frankreich, Sizilien]
- 34. IR. „LIVORNO“ (1859 – Piemont, 1943) [1915–1918: Bainsizza; 1940–1943: Frankreich, Sizilien]
- 35. IR. „PISTOIA“ (Livorno, 1859 – Tunesien, 1943) [1915–1918: Podgora; 1940–1943: Nordafrika, Mareth, Takrouna]
- 36. IR. „PISTOIA“ (Florenz, 1860 – Tunesien, 1943) [1915–1918: Mte. Cengio; 1940–1943: Nordafrika]
- 37. IR. „RAVENNA“ (Arezzo, 1859 – Bologna, 1991) [1915–1918: Plava, Sabotino, Zagora, Bainsizza, Mte. Solarolo, Piave; 1942–1943: Russland]
- 38. IR. „RAVENNA“ (Arezzo, 1859 – Siena, 1943) [1915–1918: Plava, Zagora, Asiago, Mte. Valderoa, Col dell'Orso; 1942–1943: Russland]
- 39. IR. „BOLOGNA“ (Turin, 1859 – El Alamein, 1942) [1915–1918: Karst; 1940–1943: Nordafrika]
- 40. IR. „BOLOGNA“ (Turin, 1859 – Bologna, 1991) [1915–1918: Castelnuovo, Hudi Log; 1940–1943: Nordafrika]
- 41. IR. „MODENA“ (1859 – Gradisca d’Isonzo, 1995) [1915–1918: Mte. Pertica; 1935–1936: Ostafrika; 1940–1943: Griechenland]
- 42. IR. „MODENA“ (1859 – Griechenland, 1943) [1915–1918: Fiera di Primero; 1935–1936: Ostafrika; 1940–1943: Griechenland]
- 43. IR. „FORLI“ (Florenz, 1859 – Athen, 1943) [1915–1918: Plava, M. Lemerle, M. Santo; 1940–1943: Frankreich, Griechenland]
- 44. IR. „FORLI“ (Florenz, 1859 – Athen, 1943) [1915–1918: Mte. Santo; 1940–1943: Frankreich, Griechenland]
- 45. IR. „REGGIO“/„SABAUDIA“ (Modena, 1859 – Macomer, 2003) [1915–1918: Mte. Valderoa; 1940–1943: Sardinien]
- 46. IR. „REGGIO“/„SABAUDIA“ (Modena, 1859 – Palermo, 1978) [1915–1918: Mte. Valderoa; 1935–1936: Ostafrika; 1940–1943: Sardinien]
- 47. IR. “FERRARA” (Bologna, 1859 – Capua, 2013) [1915–1918: Görz, Bainsizza, Piave; 1940–1943: Griechenland, Jugoslawien]
- 48. IR. „FERRARA“ (Bologna, 1859 – Bari, 1991) [1915–1918: Görz, Bainsizza, Piave; 1940–1943: Griechenland, Jugoslawien]
- 49. IR. „PARMA“ (Parma, 1859 – Griechenland, 1943) [1866: Villafranca, Custoza]
- 50. IR. „PARMA“ (Parma, 1859 – Albanien, 1943) [1915–1918: Tagliamento; 1940–1943: Griechenland, Jugoslawien]
- 51. IR. „ALPI“ (Cuneo, 1859 – Ljubljana, 1943) [1915–1918: Marmolada, Col di Lana, Grappa, Frankreich, Aisne; 1943: Jugoslawien]
- 52. IR. „ALPI“ (Cuneo, 1859 – Portogruaro, 1996) [1915–1918: Marmolada, Fedaia, Vidor, Frankreich, Aisne; 1943: Jugoslawien]
- 53. IR. „UMBRIA“/„SFORZESCA“ (Palermo, 1861 – Udine, 1993) [1915–1918: Cadore, M. Solarolo; 1942/1943: Don]
- 54. IR. „UMBRIA“/„SFORZESCA“ (Palermo, 1861 – Triest, 1943) [1915–1918: Cadore, M. Piana; 1942/1943: Don]
- 55. IR. „MARCHE“ (Pesaro, 1861 – Dubrovnik, 1943) [1915–1918: Mte. Sabotino; 1941–1943: Jugoslawien]
- 56. IR. „MARCHE“ (Senigallia, 1861 – Dubrovnik, 1943) [1915–1918: Mte. Sabotino; 1941–1943: Jugoslawien]
- 57. IR. „ABRUZZI“/„PIAVE“ (Mailand, 1861 – Sulmona, 2013) [1915–1918: Oslavia, Görz; 1943: Rom]
- 58. IR. „ABRUZZI“/„PIAVE“ (Mailand, 1861 – Rom, 1943) [1915–1918: Oslavia, Görz; 1943: Rom]
- 59. IR. „CALABRIA“ (Brescia, 1861 – Cividale, 1991) [1915–1918: Col di Lana; 1940–1945: Sardinien]
- 60. IR. „CALABRIA“ (Modena, 1861 – Trapani, 2005) [1915–1918: Mte. Tomba; 1940–1945: Sardinien]
- 61. IR. „SICILIA“/„TRENTO“ (Neapel, 1861 – El Alamein, 1942) [1915–1918: Cima Palone, Albanien, Mazedonien, Bulgarien; 1941–1943: Nordafrika]
- 62. IR. „SICILIA“/„TRENTO“ (Nola, 1861 – Catania) [1915–1918: Passo Buole, Albanien, Mazedonien, Bulgarien; 1941–1943: Nordafrika]
- 63. IR. „CAGLIARI“ (Turin, 1862 – Görz, 1991) [1915–1918:, Karst, Albanien, Bulgarien; 1935–1936: Ostafrika; 1940–1943: Frankreich, Griechenland]
- 64. IR. „CAGLIARI“ (Turin, 1862 – Peloponnes, 1943) [1915–1918: Karst, Albanien, Mazedonien, Bulgarien; 1940–1943: Frankreich, Griechenland]
- 65. IR. „VALTELLINA“/„TRIESTE“ (Turin, 1862 – Tunesien, 1943) [1915–1918: Selo; 1941–1943: Nordafrika]
- 66. IR. „VALTELLINA“/„TRIESTE“ (Turin, 1862 – Forlì) [1915–1918: Jamiano, Tre Pezzi; 1941–1943: Nordafrika, Enfidaville]
- 67. IR. „PALERMO“/„LEGNANO“ (Turin, 1862 – Mailand, 1995) [1918–1919: Albanien, Mazedonien, Russland, Murmansk; 1944: Montelungo]
- 68. IR. „PALERMO“/„LEGNANO“ (Turin, 1862 – Bergamo, 1989) [1915–1920: M. Santo; Albanien, Mazedonien; 1945: Bologna, Brescia]
- 69. IR. „ANCONA“/„SIRTE“ (Alessandria, 1862 – Tobruk, 1941) [1915–1918: Fajti hrib, Monte Giove; 1940/1941: Libyen]
- 70. IR. „ANCONA“/„SIRTE“ (Alessandria, 1862 – Tobruk, 1941) [1915–1918: Asiago, Fossalta di Piave; 1940/1941: Libyen]
- 71. IR. „PUGLIE“ (Mailand, 1862 – Kosovo, 1943) [1915–1918: Oslavia; 1941–1943: Jugoslawien]
- 72. IR. „PUGLIE“ (Mailand, 1862 – Kosovo, 1943) [1915–1918: Podgora, Pasubio; 1941–1943: Jugoslawien]
- 73. IR. „LOMBARDIA“ (3. GR; 1871 – Pordenone, 1986) [1915–1918: Nad Logen, Pecinka, Veliki Hribach; 1941–1943: Jugoslawien]
- 74. IR. „LOMBARDIA“ (4. GR; 1871 – Kroatien, 1943) [1915–1918: Boschini, Rubbia, Montello, Grappa; 1941–1943: Jugoslawien]
- 75. IR. „NAPOLI“ (5. GR; 1871 – Cosenza, 1958) [1915–1918: Monfalcone, Frankreich, Chemin des Dames; 1943: Sizilien]
- 76. IR. „NAPOLI“ (6. GR; 1871 – Cividale, 1997) [18: Frankreich, Courmas, Chemin des Dames; 1943: Sizilien]
- 77. IR. „(LUPI DI) TOSCANA“ (7. GR; 1871 – Rom, 1989) [1915–1918: Fajti hrib, Sabotino, Piave; 1940–1943: Griechenland, Frankreich]
- 78. IR. „(LUPI DI) TOSCANA“ (8. GR; 1871 – Florenz, 2008) [1915–1918: Fajti hrib, Sabotino, Piave; 1940–1943: Griechenland, Frankreich]
- 79. IR. „ROMA“/„PASUBIO“ (Rom, 1884 – Kampanien, 1943) [1915–1918: Piave, Grappa; 1941–1943: Russland]
- 80. IR. „ROMA“/„PASUBIO“ (Rom, 1884 – Monte Romano) [1915–1918: Piave, Grappa; 1941–1943: Nikitowka (Russland)]
- 81. IR. „TORINO“ (Turin, 1884 – Görz, 1943) [1915–1918: Piave; 1942/1943: Russland]
- 82. IR. „TORINO“ (Turin; 1884 – Barletta) [1915–1918: Piave; 1942/1943: Tscherkowo, Russland]
- 83. IR. „VENEZIA“ (Alessandria, 1884 – Montenegro, 1943) [1915–1918: Bainsizza; 1940–1943: Griechenland, Jugoslawien]
- 84. IR. „VENEZIA“ (Alessandria, 1884–2000) [1915–1918: Bainsizza; 1940–1943: Griechenland, Jugoslawien]
- 85. IR. „VERONA“/„SABRATHA“ (Tortona, 1884 – Verona) [1915–1918: S. Michele, Pasubio, Hermada, Malakastra; 1940–1942: Nordafrika]
- 86. IR. „VERONA“/„SABRATHA“ (Novi Ligure, 1884 – El Alamein, 1942) [1915–1918: Pasubio, Hermada, Malakastra; 1940–1942: Nordafrika]
- 87. IR. „FRIULI“ (Mailand, 1884 – Pistoia, 1991) [1915–1918: Monfalcone, Flitsch; 1940–1945: Jugoslawien, Korsika, Bologna]
- 88. IR. „FRIULI“ (Mailand, 1884 – Pistoia, 1958) [1915–1918: Monfalcone, Flitsch; 1940–1945: Jugoslawien, Korsika, Bologna]
- 89. IR. „SALERNO“/„COSSERIA“ (Bologna, 1884 – Salerno, 1991) [1915–1918: Frankreich, Onrezy, Reims, Chemin des Dames; 1942/1943: Don]
- 90. IR. „SALERNO“/„COSSERIA“ (Bologna, 1884 – Lombardei, 1943) [1915–1918: Nova Vas, Hermada; Frankreich; 1942/1943: Don]
- 91. IR. „BASILICATA“/„SUPERGA“ (Neapel, 1884 – Potenza, 2009) [1915–1918: Monfenera, Col di Lana, Grappa; 1940–1943: Frankreich, Tunesien]
- 92. IR. „BASILICATA“/„SUPERGA“ (Neapel, 1884 – Foligno, 1996) [1915–1918: Monfenera, M. Tomba; 1940–1943: Frankreich, Tunesien]
- 93. IR. „MESSINA“ (Gaeta, 1884 – Ancona, 1944) [1915–1918: Panovizza; 1941–1943: Jugoslawien]
- 94. IR. „MESSINA“ (Lecce, 1884 – Jugoslawien, 1943) [1915–1918: Panovizza; 1941–1943: Jugoslawien]

#### Linieninfanterie ab 1915
Folgende Regimenter entstanden durch Generalmobilmachung. Sie bestanden im Ersten Weltkrieg größtenteils aus Angehörigen der so genannten „Mobil- und Territorialmiliz“, die in etwa mit der Landwehr deutschsprachiger Armeen verglichen werden konnte. Im Jahr 1917 aufgelöste Regimenter wurden in der Regel in der zwölften Isonzoschlacht geschlagen. Alle anderen nachstehenden Regimenter wurden 1919/20 mit acht Ausnahmen (Brigaden „Sassari“, „Liguria“, „Arezzo“, „Avellino“) aufgelöst. Ist in runden Klammern ein späteres Jahr angegeben, wurde das Regiment 1919 aufgelöst später erneut aufgestellt.
- 95. IR. „UDINE“ (1916 – L’Aquila, 1936) [1915–1918: Bainsizza]
- 96. IR. „UDINE“ (1916–1936) [1915–1918: Paljevo]
- 97. IR. „GENOVA“ (1916 – Ascoli Piceno, 1936) [1915–1918: Görz]
- 98. IR. „GENOVA“ (1916 – Mantua, 1917) [1915–1918: Görz]
- 99. IR. „TREVISO“ (1917–1920)
- 100. IR. „TREVISO“ (1918–1920) [1915–1918: Mte. S. Francesco, Mte. Cornone]
- 111. IR. „PIACENZA“ (1915 – Rom, 1943) [1915–1918: S. Michele, Oslavia, Castelgomberto, Nervesa; 1942–1943: Ligurien, Latium]
- 112. IR. „PIACENZA“ (1915 – Rom, 1943) [1915–1918: Sei Busi, M. Zebio, M. Fior, Vittorio Veneto; 1942–1943: Ligurien, Latium]
- 113. IR. „MANTOVA“ (1915–1945) [1915–1918: Val Lagarina, Nad Bregom, Hermada, Montello, Piave; 1942–1943: Kalabrien, Kampanien]
- 114. IR. „MANTOVA“ (Mantua, 1915 – Udine, 1995) [1915–1918: Selo, Moriago, Sernaglia, Trichiana; 1941–1945: Kalabrien bis Friaul]
- 115. IR. „TREVISO II“/„MARMARICA“ (Belluno, 1915 – Libyen, 1941) [1915–1918: Basson, Sabotino, Vertoibizza; 1940/1941: Nordafrika]
- 116. IR. „TREVISO II“/„MARMARICA“ (Sacile, 1915 – Libyen, 1941) [1915–1918: Sober, Sperone dei Ricoveri; 1940/1941: Nordafrika]
- 117. IR. „PADOVA“ (1915–1920) [1915–1918: Monfalcone, Passo Buole, Col del Rosso, Col d'Echelle]
- 118. IR. „PADOVA“ (1915–1920) [1915–1918: Castelnuovo, Mte. Zovetto, Selo, Hermada, Col del Rosso/Echelle]
- 119. IR. „EMILIA“ (Bologna, Marken, 1915–1944) [1915–1918: Görz; 1941–1944: Jugoslawien, Kotor, Apulien; dann Div. „PICENO“, „MANTOVA“]
- 120. IR. „EMILIA“ (Ravenna, 1915 – Udine, 1991) [1915–1918: Porte di Salton; 1941–1945: Jugoslawien, Kotor, Apulien, Neapel]
- 121. IR. „MACERATA“ (Ancona, 1915 – Macerata, 2000) [1915–1918: Vittorio Veneto; 1941–1943: Jugoslawien]
- 122. IR. „MACERATA“ (Ancona, 1915 – Rijeka, 1943) [1915–1918: Vittorio Veneto; 1942–1943: Jugoslawien]
- 123. IR. “CHIETI” (1915 – Chieti, 2012) [1915–1918: Krni hrib]
- 124. IR. „CHIETI“ (1915–1920) [1915–1918: Krni hrib]
- 125. IR. „LA SPEZIA“ (Massa, 1915 – Tunesien, 1943) [1915–1918: Zagorje, Mazedonien; Malta gepl., Nordafrika, Tunesien]
- 126. IR. „LA SPEZIA“ (Pisa, 1915 – Tunesien, 1943) [1915–1918: Zagorje, Mazedonien; 1941–1943: Malta gepl., Nordafrika, Tunesien]
- 127. IR. „FIRENZE“ (Florenz, 1915 – Albanien, 1943) [1915–1918: Kuk; 1940–1943: Westalpen, Jugoslawien, Albanien]
- 128. IR. „FIRENZE“ (Arezzo, 1915 – Albanien, 1943) [1915–1918: Kuk; 1940–1943: Westalpen, Jugoslawien, Albanien]
- 129. IR. „PERUGIA“ (Perugia, 1915 – Griechenland, 1943) [1915–1918: Rocce Rosse, Cà Boschini; 1941–1943: Jugoslawien, Albanien]
- 130. IR. „PERUGIA“ (Rom, 1915 – Spoleto, 1996) [1915–1918: Fagarè del Piave; 1941–1943: Jugoslawien, Albanien]
- 131. IR. „LAZIO“ (1915–1917) [1915–1918: Mte. S. Michele]
- 132. IR. „LAZIO“ (1915–1936) [1915–1918: Rocce Rosse, Mte. S. Michele]
- 133. IR. „BENEVENTO“ (1915–1917) [1915–1918: Vermegliano, Costa Alta, Görz, Karn. Alpen]
- 134. IR. „BENEVENTO“ (1915–1917) [1915–1918: Sei Busi, M. Colombara, S. Caterina, Karn. Alpen]
- 135. IR. „CAMPANIA“ (1915–1922) [1915–1918: Vittorio Veneto; 20: Oberschlesien]
- 136. IR. „CAMPANIA“ (1915–1919) [1915–1918: Mte. Solarolo, Mte. Grappa]
- 137. IR. „BARLETTA“ (1915–1920) [1915–1918: Kostajnevica, Montello]
- 138. IR. „BARLETTA“ (1915–1920) [1915–1918: Kostajnevica, Montello]
- 139. IR. „BARI“ (Lecce, 1915–1946) [1915–1918: S. Michele, Zebio, Monfalcone, Mte. Asolone; 1940–1945: Griechenland, Sardinien]
- 140. IR. „BARI“ (Bari, 1915–1944) [1915–1918: S. Michele, Zebio, Monfalcone, Mte. Asolone; 1940–1945: Griechenland, Sardinien]
- 141. IR. „CATANZARO“ (Catanzaro, 1915 – Pantelleria, 1995) [1915–1918: Oslavia, M. Mosciagh; 1940/1941: Nordafrika, Bug Bug, Bardia]
- 142. IR. „CATANZARO“ (Cosenza, 1915 – Libyen, 1941) [1915–1918: Mte. S. Michele, Nad Logem, Nad Bregom, Hermada; 1940/1941: Nordafrika]
- 143. IR. „TARANTO“ (1915–1919) [1915–1918: San Marco, Görz, Montello, Alano]
- 144. IR. „TARANTO“ (1915–1919) [1915–1918: San Marco, Görz, Montello, Alano]
- 145. IR. „CATANIA“ (1915–1946) [1915–1918: Pal Piccolo/Grande, Freikofel, Jamiano, Selo, Piave]
- 146. IR. „CATANIA“ (1915–1936) [1915–1918: Val d'Astico, M. Cimone, M. Zebio, Selo, Piave]
- 147. IR. „CALTANISSETTA“ (1915–1917) [1915–1918: Bosco Lancia, Freikofel, Hudi Log, Mrzli]
- 148. IR. „CALTANISSETTA“ (1915–1917) [1915–1918: Bosco Capuccio, Bosco Lancia, S. Michele, Gabriel]
- 149. IR. „TRAPANI“ (1915–1920) [1915–1918: Isonzo, Quero]
- 150. IR. „TRAPANI“ (1917–1920) [1915–1918: Isonzo, Quero]
- 151. IR. „SASSARI“ (Sinnai, 1915 – Cagliari) [1915–1918: Karst, Sieben Gemeinden, Piave; 1941–1943: Jugoslawien, Rom]
- 152. IR. „SASSARI“ (Tempio Pausania, 1915 – Sassari) [1915–1918: Col del Rosso, Col d'Echelle; 1941–1943: Jugoslawien, Rom]
- 153. IR. „NOVARA“ (Novara, 1915 – Triest, 1943) [1915–1918: Oslavia, Asiago, Piave; 1943: in 53. IR „SFORZESCA“ umbenannt]
- 154. IR. „NOVARA“ (Como, 1915 – Triest, 1943) [1915–1918: Val d'Astico, Fagarè, Zenson, 1943: in 54. IR „SFORZESCA“ umbenannt]
- 155. IR. „ALESSANDRIA“ (1915–1917) [1915–1918: Mte. S. Michele, Cima Quattro]
- 156. IR. „ALESSANDIRA“ (1915–1917) [1915–1918: Mte. S. Michele, Cima Quattro]
- 157. IR. „LIGURIA“/„CIRENE“ (Genua, 1915 – Albenga, 2004) [1915–1918: M. Zovetto, M. Zomo; 1940/1941: Sidi el Barrani, Bardia]
- 158. IR. „LIGURIA“/„CIRENE“ (Genua, 1915 – Libyen, 1941) [1915–1918: M. Zovetto, Col di Lana, Pasubio; 1940/1941: Sidi el Barrani, Bardia]
- 159. IR. „MILANO“ (1914–1917) [1915–1918: Folgaria, Zebio, Isonzo, Jelenik]
- 160. IR. „MILANO“ (1914–1917) [1915–1918: Val d'Astico, Mrzli, Bainsizza]
- 161. IR. „IVREA“ (1915–1919) [1915–1918: Costesin, Mazedonien, Bulgarien]
- 162. IR. „IVREA“ (1915–1919) [1915–1918: Costesin, Mazedonien, Bulgarien]
- 163. IR. „LUCCA“ (1917–1919) [1915–1918: Görz, Montello]
- 164. IR. „LUCCA“ (1917–1919) [1915–1918: Görz, Montello]
- 165. IR. „LIGURIA“/„TARO“ (1917–1918) (3. Rgt „LIGURIA“, 1918 in IR. 208 umbenannt) [1915–1918: Melette, Col del Rosso, Col d'Echelle]
- 182. IR. „GARIBALDI“ (Viterbo, 1945 – Sacile, 1976) (entstanden aus der ehemaligen Partisanendivision „Garibaldi“ [1943–1945: Jugoslawien])
- 201. IR. „SESIA“ (1915–1920) [1915–1918: M. Maggio, Col Posina, Vallarsa, Görz, Piave]
- 202. IR. „SESIA“ (1915–1920) [1915–1918: M. Corno, Borcola, M. Majo, M. Calgari, Hudi Log, Fagarè]
- 203. IR. „TANARO“ (1915–1919) [1915–1918: Albanien, Mazedonien]
- 204. IR. „TANARO“ (1915–1919) [1915–1918: Albanien, Mazedonien]
- 205. IR. „LAMBRO“ (1915–1917) [1915–1918: Oslavia]
- 206. IR. „LAMBRO“ (1915–1917) [1915–1918: Oslavia]
- 207. IR. „TARO“ (Piacenza, 1916 – Frankreich, 1943) [1915–1918: Coni Zugna, Passo Buole, Asiago; 1940–1943: Balkan]
- 208. IR. „TARO“ (Parma, 1915 – Frankreich, 1943) [1915–1918: Coni Zugna, Passo Buole, Bainsizza; 1940–1943: Balkan]
- 209. IR. „BISAGNO“ (1915–1919) [1915–1918: Losson]
- 210. IR. „BISAGNO“ (Livorno, 1915 – Gala Sidama, 1941) [1915–1918: Piave; 1940/1941: Ostafrika]
- 211. IR. „PESCARA“ (Ancona, 1916 – Amba Alagi, 1941) [1915–1918: S. Caterina, Görz; 1940/1941: Amba Alagi]
- 212. IR. „PESCARA“ (1915–1917) [1915–1918: Asiago, S. Caterina, Görz, Hoie, Mesniak]
- 213. IR. „ARNO“ (1915–1936) [1915–1918: Mte. S. Michele]
- 214. IR. „ARNO“ (1915–1917) [1915–1918: Mte. Lemerle]
- 215. IR. „TEVERE“ (1915–1919) [1915–1918: Cima di Bocche, Fajti hrib, Montello, Nervesa]
- 216. IR. „TEVERE“ (1915–1919) [1915–1918: Fajti hrib, Pod Nakusnik, Fadalto, Ponte delle Alpi]
- 217. IR. „VOLTURNO“ (1915–1919) [1915–1918: M. Corno, Pasubio, Piave]
- 218. IR. „VOLTURNO“ (1915–1919) [1915–1918: M. Trappola, Piave, Saletto, Candelù]
- 219. IR. „SELE“ (1915–1917) [1915–1918: Colle Xomo, M. Novegno, Bainsizza]
- 220. IR. „SELE“ (1915–1917) [1915–1918: Vallarsa, Sogli di Campiglia, Bainsizza]
- 221. IR. „IONIO“ (1915–1919) [1915–1918: Mte. S. Gabriele, Piave]
- 222. IR. „IONIO“ (1915–1936) [1915–1918: Mte. S. Gabriele, Piave]
- 223. IR. „ETNA“ (1915–1917) [1915–1918: Selo, Mte. Sisemol, Oslavia, M. Nero, Mrzli Vrh]
- 224. IR. „ETNA“ (1915–1917) [1915–1918: Selo, Mte. Sisemol, Oslavia, M. Nero, Mrzli Vrh]
- 225. IR. „AREZZO“ (Castelfranco, 1916 – Arezzo, 1999) [1915–1918: Hermada, Capo Sile; 1935–1936: Ostafrika; 1940–1943: Griechenland, Albanien]
- 226. IR. „AREZZO“ (Castelfranco, 1916 – Albanien, 1943) [1915–1918: Flondar, Duino, Piave; 1940–1943: Griechenland, Jugoslawien, Albanien]
- 227. IR. „ROVIGO“ (Verona, 1916 – Ligurien, 1943) [1915–1918: Vertoibizza; 1942–1943: Piemont, Ligurien]
- 228. IR. „ROVIGO“ (Padua, 1916 – Ligurien, 1943) [1915–1918: Vertoibizza; 1942–1943: Piemont, Ligurien]
- 229. IR. „CAMPOBASSO“ (1916–1917) [1915–1918: Sabotino, S. Caterina, Görz]
- 230. IR. „CAMPOBASSO“ (1916–1917) [1915–1918: Mte. Santo, Gabriel, Zagorje]
- 231. IR. „AVELLINO“/„BRENNERO“ (1916 – Avellino, 2004) [1915–1918: Zagora, Zagomilla, Vodice; 1940–1943: Griechenland, Albanien]
- 232. IR. „AVELLINO“/„BRENNERO“ (1916 – Albanien, 1943) [1915–1918: Isonzo, Piave; 1940/1941: Westalpen, Griechenland, Albanien]
- 233. IR. „LARIO“ (1917–1919) [1915–1918: Selo, Pinzano]
- 234. IR. „LARIO“ (1917–1919) [1915–1918: Nova Vas, Canove, Val d'Assa]
- 235. IR. „PICENO“ (1917 – Ascoli Piceno) [1915–1918: Selo, M. Testa; 1941–1945: Italien]
- 236. IR. „PICENO“ (1917–1946) [1915–1918: Selo, Korite, Pasubio; 1941–1945: Sardinien]
- 237. IR. „GROSSETO“ (1917) [1915–1918: M. Forno, Trusnje, Bainsizza, Pte. della Delizia]
- 238. IR. „GROSSETO“ (1917) [1915–1918: Bainsizza]
- 239. IR. „PESARO“ (1917–1937) [1915–1918: M. Zebio, Sober, Mortegliano, M. Grappa]
- 240. IR. „PESARO“ (1917–1937) [1915–1918: Asolone, Grappa, Pertica]
- 241. IR. „TERAMO“ (1917–Libyen, 1920) [1915–1918: Kuk, Kobilek, Col del Rosso]
- 242. IR. „TERAMO“ (1917 – Libyen, 1920) [1915–1918: Vodice, Madoni, Col del Rosso]
- 243. IR. „COSENZA“ (1917–1936) [1915–1918: Hudi Log, Vrsic, Ponte di Piave]
- 244. IR. „COSENZA“ (1917–1992) [1915–1918: Korite, Ponte di Piave, San Donà di Piave]
- 245. IR. „SIRACUSA“ (1917) [1915–1918: Jamiano, Komarje, Canal di Ledra, Sequals]
- 246. IR. „SIRACUSA“ (1917) [1915–1918: Kostajnevica, Pte. Cornino, Polcenigo]
- 247. IR. „GIRGENTI“ (1917) [1915–1918: Bainsizza, Kobilek, Pte. della Delizia]
- 248. IR. „GIRGENTI“ (1917) [1915–1918: Bainsizza, Kobilek, Pte. della Delizia]
- 249. IR. „PALLANZA“ (1917–1919) [1915–1918: Fajti hrib, Seluggio, S. Sebastiano]
- 250. IR. „PALLANZA“ (1917–1919) [1915–1918: Kostajmevica, Fajti hrib, Campomolon]
- 251. IR. „MASSA CARRARA“ (1917–1919) [1915–1918: Mte. Presolan, Mte. Longon, Val delle Bocchette]
- 252. IR. „MASSA CARRARA“ (1917–1919) [1915–1918: Mte. Presolan, Mte. Longon, Val delle Bocchette]
- 253. IR. „PORTO MAURIZIO“ (1917–1919) [1915–1918: Codroipo, Nervesa]
- 254. IR. „PORTO MAURIZIO“ (1917–1919) [1915–1918: Camporovere, Val Sasso, Vittorio Veneto]
- 255. IR. „VENETO“ (Udine, 1917–1943) [1915–1918: Piave; 1943: in 81. IR „TORINO“ umbenannt]
- 256. IR. „VENETO“ (Forlì, 1917–1943) [1915–1918: Piave; 1943: in 82. IR „TORINO“ umbenannt]
- 257. IR. “TORTONA” (1917) [1915–1918: Bainsizza] (im November 1917 in 21. IR „CREMONA“ umbenannt)
- 258. IR. “TORTONA” (1917) [1915–1918: Bainsizza] (im November 1917 in 22. IR „CREMONA“ umbenannt)
- 259. IR. „MURGE“ (Tortona, 1917 – Rijeka, 1943) [1915–1918: Hermada; 19: Libyen; 1941–1943: Jugoslawien]
- 260. IR. „MURGE“ (Novi Ligure, 1917 – Rijeka, 1943) [1915–1918: Hermada; 19: Libyen; 1941–1943: Jugoslawien]
- 261. IR. „ELBA“ (1917) [Vodice, Oscedrih, San Gabriele, Passo Zagradan, Castel del Monte]
- 262. IR. „ELBA“ (1917) [Vodice, Oscedrih, San Gabriele, Passo Zagradan, Castel del Monte]
- 263. IR. „GAETA“ (1917–1921) [1915–1918: Hermada, Pertica, Grappa, Quero, Feltre]
- 264. IR. „GAETA“ (1917–1920) [1915–1918: Hermada, Grappa, Arcade, Spresiano, Quero]
- 265. IR. „LECCE“ (Tarent, 1917 – Kreta, 1943) [1915–1918: Cà Folina al Piave; 19: Libyen; 1941–1943: Kreta]
- 266. IR. „LECCE“ (1917–1919) [1915–1918: Volkovnjak, Faiti hrb, Cà Folina, Col del Rosso]
- 267. IR. „CASERTA“ (1917–1935) [1915–1918: Piave]
- 268. IR. „CASERTA“ (1917–1935) [1915–1918: Piave]
- 269. IR. „AQUILA“ (1917–1919) [1915–1918: Canove di Sotto, Fadalto]
- 270. IR. „AQUILA“ (1917–1919) [1915–1918: Bainsizza, Nervesa]
- 271. IR. „POTENZA“ (1917–1919) [1915–1918: Bainsizza, Fagarè del Piave]
- 272. IR. „POTENZA“ (1917–1919) [1915–1918: Bainsizza, Saletto]
- 273. IR. „POTENZA“ (1917) [1915–1918: Bainsizza]
- 274. IR. „BELLUNO“ (1917) [1915–1918: Bainsizza]
- 275. IR. „BELLUNO“ (1917) [1915–1918: Bainsizza]
- 276. IR. „BELLUNO“ (1917) [1915–1918: Bainsizza]
- 277. IR. „VICENZA“ (Piacenza, 1917 – Russland, 1943) [1915–1918: Bainsizza; 1942–1943: Russland]
- 278. IR. „VICENZA“ (Bra, 1917 – Russland, 1943) [1915–1918: Bainsizza; 1942–1943: Russland]
- 279. IR. „VICENZA“ (1917) [1915–1918: Bainsizza]
- 280. IR. „FOGGIA“ (1917–1919) [1915–1918: Vittorio Veneto]
- 281. IR. „FOGGIA“ (1917–1919) [1915–1918: Mte. S. Gabriele, Görz, Vittorio Veneto]
- 282. IR. „FOGGIA“ (1917) [1915–1918: Stol, Piave]
- 291. IR. „ZARA“ (Zadar, 1942–1943) [1942–1943: Dalmatien]
- 292. IR. „ZARA“ (Zadar, 1942–1943) [1942–1943: Dalmatien]

#### Regimenter der Zahlenserie 300
Diese Regimenter bestanden in der Regel nur von 1941 bis 1943. Sie stellten „nachträglich“ die dritten Infanterieregimenter einiger „binärer“ Divisionen dar und gingen in einigen Fällen aus so genannten faschistischen „Schwarzhemdlegionen“ hervor. Bei den Regimentsnummern steht die Zahl 3 für drittes Regiment, die anderen beiden Zahlen sind die Nummern alter Regimenter, die sie ergänzen, der Name ist der der übergeordneten Division. 317. IR „ACQUI“ steht z. B. also für das dritte IR der Division „ACQUI“, in Ergänzung zum 17. IR (und 18. IR) der Division.
- 303. IR. „PIEMONTE“ (Messina, 1941 – Griechenland, 1943) [1941–1943: Griechenland]
- 309. IR. „REGINA“ (Barletta, 1942 – Rhodos, 1943) [1942–1943: Rhodos]
- 311. IR. „CASALE“ (Ravenna, 1941 – Rijeka, 1943) [1941–1943: Jugoslawien]
- 313. IR. „PINEROLO“ (Konstantinopel, 1920 – Thessalien, 1943) [1922–1923: Türkei; 1941–1943: Griechenland]
- 317. IR. „ACQUI“ (Meran, 1941 – Kefalonia, 1943) [1941–1943: Kefalonia]
- 321. IR. „CREMONA“ (Sardinien, 1942 – Marken, 1944)
- 331. IR. „BRENNERO“ (1941 – Rhodos, 1943) [1942–1943: Rhodos]
- 336. IR. „PICENO“ (Chieti, 1942–1943) [1942–1943: Italien]
- 340. IR. „BARI“ (Sardinien, 1943)
- 341. IR. „MODENA“ (Imperia, 1941 – Kreta, 1943) [1941–1943: Griechenland, Kreta]
- 343. IR. „FORLI“ (Cosenza, 1941 – Albanien, 1943) [1941–1943: Kalabrien, Albanien]
- 350. IR. „AFRICA SETTENTRIONALE“ (Tripolis, 1942 – Tunesien, 1943) [1942–1943: ehem. Grenztruppenverband 1. Rgt GaF]
- 359. IR. „CALABRIA“ (Sardinien, 1943)
- 363. IR. „CAGLIARI“ (Vercelli, 1941 – Peloponnes, 1943) [1942–1943: Griechenland]
- 383. IR. „VENEZIA“ (Cremona, 1941 – Tirana, 1943) [1942–1943: Jugoslawien, Albanien]
- 387. IR. „FRIULI“ (Korsika, 1943 – Neapel, 1944) (vormals 88. Schwarzhemdenlegion)

### Bersaglieri

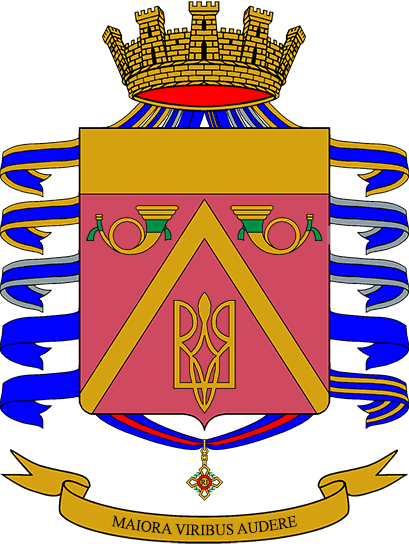
Wappen 3. Bersaglieriregiment

Bis 1883 wurden mit bereits seit 1848 bestehenden Bataillonen 12 Bersaglieri-Regimenter aufgestellt und den Armeekorps als Korpsverfügungstruppen direkt unterstellt. Im Ersten Weltkrieg erweiterte man die Zahl der Bersaglieri-Regimenter (BR.) auf 21, die zum Teil in reinen Bersaglieri-Brigaden kämpften. Im Zweiten Weltkrieg bildeten sie die Infanterie in den schnellen, in den motorisierten und in den Panzerdivisionen. Auch nach 1945 stellten die Bersaglieri („Schützen“) die Infanterie in den Panzerdivisionen und dann in den Panzerbrigaden, ausnahmsweise werden sie auch anderen Verbänden zugeteilt. Von 1975 bis 1991 gab es selbständige Bersaglieri-Bataillone, heute wieder Regimenter, jedoch in Bataillonsstärke.
- 1. BR. (1861 – Cosenza) [1940–1943: Balkan, Südfrankreich]
- 2. BR. (1861 – Legnano, 2001) [1940–1943: Griechenland]
- 3. BR. (1861 – Teulada) [1940–1943: Balkan, Russland, Italien]
- 4. BR. (1861–1944) [1915–1918: Isonzo, Bainsizza, Piave; 1940–1943: Balkan]
- 5. BR. (1861–1943) [1940–1943: Griechenland, Nordafrika, Cap Bon]
- 6. BR. (1861 – Trapani) [1915–1918: Bovec, Bainsizza, Sasso Rosso; 1940–1943: Jugoslawien, Russland]
- 7. BR. (1871 – Altamura) [1915–1918: Flondar, Jamiano; 1940–1943: El Alamein, Mareth]
- 8. BR. (1871 – Caserta) [1915–1918: Cadore, Piave; 1940–1943: El Alamein, Enfidaville]
- 9. BR. (1871–1943) [1940–1943: Nordafrika]
- 10. BR. (1871–1943) [1940–1943: Nordafrika, Cap Bon, Sizilien]
- 11. BR. (Caserta, 1883 – Orcenico Sup.) [1920: Marienwerder; 1940–1943: Jugoslawien]
- 12. BR. (Verona, 1883 – Trapani, 2005) [1915–1918: Isonzo, Piave; 1940–1943: Jugoslawien, El Alamein]
- 13. BR. (1917–1920)
- 14. BR. (1917–1920)
- 15. BR. (1917–1920)
- 16. BR. (1917–1920)
- 17. BR. (1917–1920)
- 18. BR. (1917 – Cosenza, 2005) [1940–1943: Südfrankreich, Rom]
- 19. BR. (1917–1920)
- 20. BR. (1917–1920)
- 21. BR. (1917–1918)

Der Stabs- und Unterstützungsverband der Bersaglieri-Brigade „Garibaldi“ übernahm 2022 Truppenfahne und Traditionen des 4. Bersaglieri-Regiments.

### Alpini

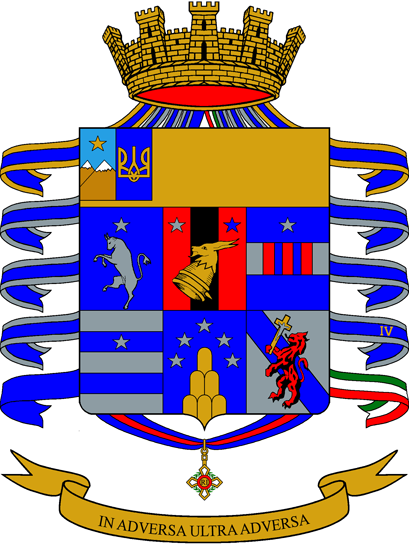
Wappen des 4. Alpiniregiments

Die Alpini-Regimenter (AR.) bestanden während des Ersten Weltkriegs aus jeweils rund 10 Gebirgsjägerbataillonen; die aktiven Bataillone waren nach ihren Standorten oder Depots, die ab 1915 gebildeten Reservebataillone (aus der Milizia mobile und der Milizia territoriale) nach umliegenden Bergen und Tälern benannt. Im Ersten Weltkrieg hatten die Alpini-Regimenter nur administrative Aufgaben, ihre Bataillone waren verschiedenen anderen Verbänden zugeteilt. Nach dem Krieg bildeten die Regimenter geschlossene Kampftruppenverbände, wobei ihre Reservebataillone fast nicht mehr in Erscheinung traten, im Zweiten Weltkrieg sporadisch, dann auch als Bataillone mit Spezialaufgaben (Skibataillone). Von 1975 bis 1992 war die Regimentsebene abgeschafft, die Truppenfahne ging jeweils an ein verbliebenes aktives Bataillon über. Seither gibt es wieder Regimenter in Bataillonsstärke, teils auch mit zwei Bataillonen. [In eckigen Klammern die Bataillonsnamen, bei Fettschrift aktiv, ansonsten aufgelöst; nach drittem Strich ehemalige Skibataillone, nach dem vierten sonstige, später aufgestellte Bataillone]
- 1. AR. (Mondovì, 1882 – Bozen, 1943) [„Ceva“, „Pieve di Teco“, „Mondovì“ - „Val Tanaro“, „Val Arroscia“, „Val d’Ellero“ - „Monte Mercantur“, „Monte Saccarello“, „Monte Clapier“]
- 2. AR. (Bra, 1882 – Cuneo) [„Borgo San Dalmazzo“, „Dronero“, „Saluzzo“ - „Val Stura“, „Val Maira“, „Val Varaita“ - „Monte Argentera“, „Bicocca“, „Monviso“ - „Cuneo“]
- 3. AR. (Fossano, 1882 – Pinerolo) [„Pinerolo“, „Fenestrelle“, „Exilles“, „Susa“ - „Val Pellice“, „Val Chisone“, „Val Dora“, „Val Cenischia“ - „Monte Granero“, „Monte Albergian“, „Monte Assietta“, „Moncenisio“ - „Courmayeur“ - „Piemonte“]
- 4. AR. (Turin, 1882 – Verona, heute Spezialkräfte) [„Ivrea“, „Aosta“ (Ausb.), „Intra“ - „Val d’Orco“, „Val Baltea“, „Val Toce“ - „Monte Levanna“, „Monte Cervino“ (Para.), „Monte Rosa“ - „Pallanza“]
- 5. AR. (Mailand, 1882 – Sterzing) [„Morbegno“, „Tirano“, „Edolo“, „Vestone“ - „Val d’Intelvi“, „Valtellina“, „Val Camonica“, „Val Chiese“ - „Monte Spluga“, „Monte Stelvio“, „Monte Adamello“, „Monte Suello“, „Monte Mandrone“, „Monte Tonale“ - „Monte Ortler“, „Monte Cavento“]
- 6. AR. (Conegliano, 1882 – Bruneck, heute Ausbildung) [„Verona“, „Vicenza“, „Bassano“ (Ausb.) - „Val d’Adige“, „Val Leogra“, „Val Brenta“ - „Monte Baldo“, „Monte Berico“, „Sette Comuni“ - „Monte Pasubio“ - „Trento“, „Bolzano“]
- 7. AR. (Conegliano, 1887 – Belluno) [„Feltre“, „Pieve di Cadore“, „Belluno“ - „Val Cismon“, „Val Piave“, „Val Cordevole“ - „Monte Pavione“, „Monte Antelao“, „Monte Pelmo“ - „Monte Marmolada“ - „Uork Amba“]
- 8. AR. (Udine, 1909 – Venzone) [„Tolmezzo“, „Gemona“, „Cividale“ - „Val Tagliamento“, „Val Fella“, „Val Natisone“ - „Monte Arvenis“, „Monte Canin“, „Monte Matajur“ - „Monte Nero“]
- 9. AR. (Gorizia, 1920 – L’Aquila) [„L’Aquila“, „Vicenza“]
- („10. AR“=„Associazione Nazionale Alpini“)
- 11. AR. (Bruneck, 1935–1943, 1992 – Bruneck, 2002) [zuletzt „Trento“, vom 6.]
- 12. AR. (Belluno, 1936–1937, 1992 – Belluno, 1997) [zuletzt „Pieve di Cadore“, vom 7.]
- 14. AR. (Augusta, 1993 – Venzone, 2005) [„Tolmezzo“, vom 8.]
- 15. AR. (Chiusaforte, 1992 – Chiusaforte, 1995) [„Cividale“, vom 8.]
- 16. AR. (Belluno, 1991 – Belluno, 2004) [„Belluno“, vom 7., nur Ausbildung]
- 18. AR. (Meran, 1997 – Meran, 2004) [„Edolo“, vom 5., nur Ausbildung]

Die ersten neun, von West nach Ost stationierten Regimenter bilden den historischen Kern der Alpini. Das 4. Alpini-Fallschirmjäger-Regiment untersteht derzeit dem Spezialkräftekommando. Das 6. Alpini-Regiment und das Alpini-Bataillon „Aosta“ (4. AR.) unterstehen heute dem Ausbildungszentrum Gebirgstruppen in Aosta. Das 10. bildet als inoffizielle Bezeichnung der Alpinivereinigung eine Art Reservistenkameradschaft. Die Regimenter 11 und 12 entstanden aufgrund des italienischen Kolonialkriegs in Ostafrika. Die in den 1990er-Jahren vorübergehend aufgestellten Regimenter (bis Nr. 18) waren zum Teil Ausbildungsverbände. Truppenfahnen und Traditionen des 1. und des 14. Alpini-Regiments übernahmen 2022 die Stabs- und Unterstützungsverbände der beiden noch aktiven Alpini-Brigade „Taurinense“ in Turin und „Julia“ in Udine.

### Fallschirmjäger

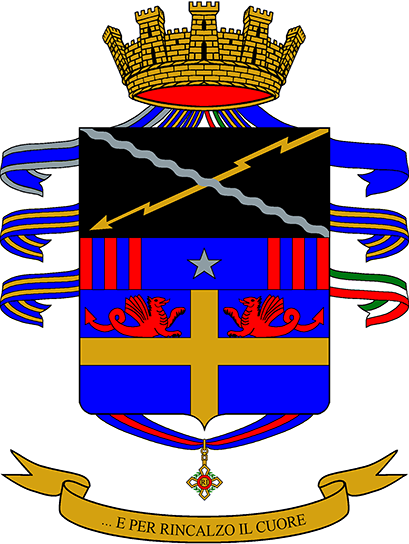
Wappen des 183. Fallschirmjägerregiments

Diese Fallschirmjäger-Regimenter (FR.) unterstanden im Zweiten Weltkrieg den Fallschirmjäger-Divisionen „Folgore“ (185.) und „Nembo“ (184.). Von 1975 bis 1992 bestanden die Regimenter als Bataillone weiter, danach wieder als Regimenter in Bataillonsstärke. Die noch aktiven Regimenter sind heute entweder in der Fallschirmjägerbrigade Folgore zusammengefasst oder sie unterstehen dem Spezialkräftekommando des Heeres.
- 183. FR. NEMBO (Florenz, 1943 – Pistoia) [1943–1945: Sardinien, Filottrano, Grizzano, Poggio Rusco]
- 184. FR. NEMBO (Viterbo, 1943 – Marken, 1944) [1944: Sardinien, Abbadia di Fiastra, Filottrano]
- 185. FR. FOLGORE/NEMBO (Tarquinia, 1941 – Livorno) (Spezialkräfte)
- 186. FR. FOLGORE (Tarquinia, 1941 – Siena) [1942: Alam el Halfa, El Alamein]
- 187. FR. FOLGORE (Tarquinia, 1942 – Livorno) [1942: Alam el Halfa, El Alamein]
- 9. FR COL MOSCHIN (1918 – Livorno) (Spezialkräfte, entstammt Arditi-Sturmtruppen)

1943 wurden in Viterbo vier Fallschirmjägerbataillone für die geplante Fallschirmjägerdivision „Ciclone“ (183.) aufgestellt. Weder die Division noch ihre Regimenter entstanden bis zum Waffenstillstand.

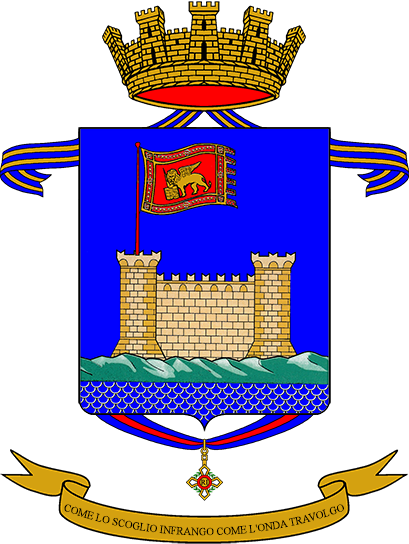
Wappen des Lagunari-Regiments

### Lagunari
Die Lagunari wurden in den 1950er-Jahren in Venedig zur Sicherung der lagunenreichen Südflanke des in Nordostitalien stationierten V. Korps aufgestellt. Bis 1975 verfügte das Lagunari-Regiment „Serenissima“ über die Bataillone „Marghera“, „Piave“ und „Isonzo“. 1975 entstand aus dem „Piave“-Bataillon das 1. Lagunari-Bataillon „Serenissima“, die übrigen Bataillone gingen an die mechanisierte Linieninfanterie. 1992 entstand das Regiment mit den Bataillonen „Serenissima“ (Infanterie) und „Sile“ (Transport) wieder, heute nur noch Bataillonsstärke.
Von 1877 bis 1933 bestanden Lagunari als eine kleine Untergattung der Pioniertruppe mit Transportaufgaben auf Binnengewässern.

## Kavallerie

### Linienkavallerie

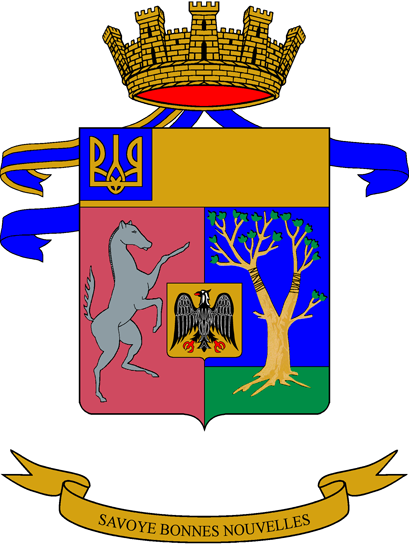
Wappen Kavallerieregiment
Savoia Cavalleria (3.)

Die ältesten italienischen Kavallerieregimenter entstanden im 17. Jahrhundert in Savoyen und im Piemont. Im Zug der Einigung Italiens wurden zwar Reiter aus anderen italienischen Staaten übernommen, nicht jedoch deren Verbände. Die einzige Ausnahme bildete das aus der Toskana stammende Regiment Lancieri di Firenze (9.). Eine Eigenart der italienischen Kavallerie ist, dass die Regimentsnummern in Klammern nachgestellt werden, weil die Zählung unabhängig von ehemals schwerer oder leichter Kavallerie nach dem Grundsatz der Einheitskavallerie erfolgt. Die Kavallerieregimenter untergliedern sich in Abteilungen (Bataillone), die in Italien gruppo squadroni genannt werden, letztere dann in Schwadronen (squadrone).
Die italienischen Kavallerieregimenter blieben bis zum Zweiten Weltkrieg grundsätzlich beritten, nur einzelne Abteilungen oder Schwadronen wurden mit Spähpanzern wie dem Lancia 1Z und dem Nachfolger AB41 und Tanketten der Typen CV33/35 und L6/40 ausgerüstet. Im Ersten Weltkrieg wurden Regimenter in vier Kavalleriedivisionen, im Zweiten Weltkrieg in drei schnellen Divisionen zusammengefasst oder Großverbänden für besondere Aufgaben zugeteilt. Im Zug des Wiederaufbaus nach 1945 entstanden etliche Kavallerieregimenter wieder, zunächst jedoch meist auf Schwadron- oder Abteilungsebene (aber mit den alten Regiments-Nummern und -Namen), bis nach und nach die Regimentsebene wieder erreicht werden konnte. In dieser Form dienten sie in der Regel als gemischte Aufklärungsverbände von Großverbänden oder höheren Kommandostellen wie Korps, Divisionen oder Territorialkommandos und waren dazu auch mit Kampfpanzern (M47, Leopard 1) ausgerüstet, zeitweise auch mit leichten Aufklärungsflugzeugen wie der Piper PA-18. Von 1975 bis 1991, als die Regimentsebene nicht bestand und es deswegen nur Kavallerieabteilungen (mit den alten Regiments-Nummern und -Namen) gab, waren in zwei Panzerkavallerie-Brigaden sowohl die Panzerverbände als auch die mechanisierten infanteristischen Verbände Kavallerietruppenteile; diese mechanisierte Kavallerie hatte damit eine Rolle wie ursprünglich die Dragoner. Ab 1991 rüstete die italienische Kavallerie auf Radfahrzeuge um, insbesondere auf den Radpanzer Centauro. Von wenigen Ausnahmen abgesehen verfügt heute jede Kampftruppenbrigade über ein Kavallerieregiment (KR.) in Bataillonsstärke. Eingesetzt werden diese neun noch aktiven Regimenter als Aufklärungstruppe, als Panzerjäger, zur Feuerverstärkung von Panzerverbänden, zur Flanken- und Raumsicherung sowie bei Friedensmissionen.
- 1. KR. „Nizza Cavalleria“ (1690 – Bellinzago Novarese) [u. a. span., poln. u. österr. Erbfolgekriege; Monfalcone 1916]
- 2. KR. „Piemonte Cavalleria“ (1692 – Triest) [Sforzesca, 1859]
- 3. KR. „Savoia Cavalleria“ (1692 – Grosseto) [Erbfolgekriege; Jsbuschenskij, 1942]
- 4. KR. „Genova Cavalleria“ (1683 – Palmanova) [Madonna di Campagna, 1706; Brichetto, 1796; Pozzuolo del Friuli, 1917]
- 5. KR. „Lancieri di Novara“ (Vigevano, 1828 – Codroipo) [Pozzuolo del Friuli, 1917; Jagodnij, Don, 1942]
- 6. KR. „Lancieri di Aosta“ (1774 – Palermo) [Monte Vento, 1866]
- 7. KR. „Lancieri di Milano“ (1859–1989) [Monastir, 1918]
- 8. KR. „Lancieri di Montebello“ (1859 – Rom) [Rom, 1943]
- 9. KR. „Lancieri di Firenze“ (Florenz, 1753 – Grosseto, 1995) [Vittorio Veneto, 1918]
- 10. KR. „Lancieri di Vittorio Emanuele II“ (Turin, 1859 – Rom, 1943) [Monastir, 1918]
- 11. KR. „Cavalleggeri di Foggia“ (1863 – 1920) [Vittorio Veneto, 1918]
- 12. KR. „Cavalleggeri di Saluzzo“ (Vercelli, 1849 – 1990) [Istrago, 1918]
- 13. KR. „Cavalleggeri di Monferrato“ (1850 – Balkan, 1943) [Montebello, 1859]
- 14. KR. „Cavalleggeri di Alessandria“ (1850 – 1979) [Villafranca, 1866; Poloj, 1942]
- 15. KR. „Cavalleggeri di Lodi“ (1859 – Lecce) [Libyen, 1911; Frankreich, 1918; Nordafrika, 1942 und 1943]
- 16. KR. „Cavalleggeri di Lucca“ (1859 – Rom, 1943) [Mazedonien, 1918]
- 17. KR. „Cavalleggeri di Caserta“ (1863 – 1919) [Montello, 1918]
- 18. KR. „Cavalleggeri di Piacenza“ (1859 – 1919) [Monte Grappa, 1918]
- 19. KR. „Cavalleggeri Guide“ (1859 – Salerno) [Oliosi, 1866]
- 20. KR. „Cavalleggeri di Roma“ (1871 – 1919) [Monfalcone, 1916]
- 21. KR. „Cavalleggeri di Padova“ (1883 – 1919) [Vittorio Veneto, 1918]
- 22. KR. „Cavalleggeri di Catania“ (Brescia, 1883 – Turin, 1919) [Albanien, Semeni, 1918]
- 23. KR. „Cavalleggeri di Umberto I“ (Lucca, 1887 – 1919) [Albanien, 1918]
- 24. KR. „Cavalleggeri di Vicenza“ (Caserta, 1887 – 1919) [Bainsizza, 1917]
- 25. KR. „Lancieri di Mantova“ (Bologna, 1909 – 1919) [Castion di Strada, 1918]
- 26. KR. „Lancieri di Vercelli“ (Vercelli, 1909 – 1919) [S. Odorico, 1918]
- 27. KR. „Cavalleggeri di Aquila“ (Brescia, 1909 – 1919) [Paradiso, 1918]
- 28. KR. „Cavalleggeri di Treviso“ (Florenz, 1909 – 1989) [Monfalcone, 1916]
- 29. KR. „Cavalleggeri di Udine“ (Nola, 1909 – 1919) [Vertojbizza, 1916]
- 30. KR. „Cavalleggeri di Palermo“ (Palermo, 1915 – Reggio Calabria, 1943) [Albanien, Semeni, 1918]
- KR. „Dragoni“ bzw. „Cavalleggeri di Sardegna“ (Pinerolo, 1726 – Cagliari, 1944) [Albanien, Semeni, 1918]

Der Stabs- und Unterstützungsverband der Kavalleriebrigade „Pozzuolo del Friuli“ übernahm 2022 Truppenfahne und Traditionen des 28. Kavallerieregiments „Cavalleggeri di Treviso“.

### Panzertruppe

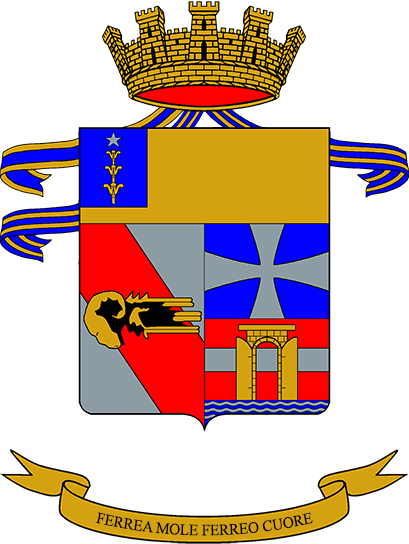
Wappen 32. Panzerregiment

Die Anfänge der italienischen Panzertruppe gehen auf eine im September 1918 in Verona aufgestellte Versuchs- und Ausbildungseinheit zurück, die über einige wenige Panzer der Typen Schneider CA1, Renault FT und Fiat 2000 verfügte. Im Dezember 1918 stellte man in Turin eine erste Kompanie auf, die 1920 zusammen mit der Ausbildungseinheit nach Rom verlegt und dort (Forte Tiburtino) zunächst zu einem Bataillon ausgebaut wurde. Am 1. Oktober 1927 entstand ein erstes Panzerregiment (5 Bataillone, davon 3 in Nordostitalien; Fiat 3000), das 1931 nach Bologna verlegt wurde. 1936 entstanden aus diesem (nicht nummerierten) Regiment zunächst vier leichte Regimenter (1–4), die der Infanterie zugeordnet wurden. Daneben rüstete man einige Kavallerieverbände z. T. mit leichten, schnellen Kavalleriepanzern aus. 1937 stellte man die beiden Panzerbrigaden „Centauro“ und „Ariete“ auf, die 1939 in Panzerdivisionen umbenannt wurden. Die Nummerierung der Regimenter richtete sich in der Folge in der Regel nach der Nummerierung der Divisionen, in anderen Fällen stellten Regimenter nur Bataillone für andere Divisionen bereit. Nachstehende Regimenter (PR., u. a. auf M13/40 und Varianten) unterstanden den Panzerdivisionen „Centauro“ (131.), „Ariete“ (132.) und „Littorio“ (133.). Die Panzertruppe ist heute offiziell Teil der Kavallerie. Drei noch aktive Regimenter (in Bataillonsstärke) unterstehen den Brigaden „Ariete“ (32., 132.) und „Garibaldi“ (4.). Das 1. Panzerregiment besteht nur noch als Truppenübungsplatzkommando in Teulada auf Sardinien.
- 1. PR. (Vercelli, 1936 – Teulada; Truppenübungsplatzkdo.)
- 2. PR. (Verona, 1936–1938, dann 32. PR; erneut in San Vito al Tagliamento, 1992–1995)
- 3. PR. (Rom, 1927, dann Bologna, 1936 – Persano bei Salerno, 1975)
- 4. PR. (Rom, 1936 – Persano) [1940–1943: Tobruk, Rom]
- 31. PR. CENTAURO (Siena, 1937 – Lecce, 2020) [1940–1943: Balkan, Nordafrika]
- 32. PR. ARIETE (Verona, 1938 – Tauriano) [1940–1943: Nordafrika, El Alamein]
- 33. PR. (LITTORIO) (Parma, 1939 – Ozzano bei Bologna, 2000)
- 131. PR. CENTAURO (Siena, 1941 – Persano, 2013) [1940–1943: Sizilien]
- 132. PR. ARIETE (Rom, 1941 – Cordenons bei Pordenone) [1940–1943: Nordafrika, El Alamein]
- 133. PR. (LITTORIO) (Verona, 1941 – Lecce, 2002) [1940–1943: Nordafrika, El Alamein]

Während des Kalten Krieges und darüber hinaus wurden zeitweise einige Infanterieregimenter in Panzerregimenter umgegliedert, die als gemischte Verbände auch mechanisierte Einheiten hatten. Dies betraf die Infanterieregimenter 22 (Fossano, 1969–1975), 62 (Catania, 1992–2001), 67 (Solbiate Olona, 1992–1995) und 182 (Sacile, 1958–1976) sowie das 1. Bersaglieri-Regiment (Civitavecchia, 1958–1976). Ein 63. Panzerregiment bestand in Cordenons von 1992 bis 1995, entstanden aus dem 63. Panzerbataillon.
Von 1975 bis 1992 war die Regimentsebene in Italien abgeschafft. Die Bataillone der oben genannten Panzerregimenter waren in dieser Zeit selbständig und hatten eine eigene Nummerierung. Bis 1989 gab es insgesamt 30 Panzer- bzw. Panzerkavalleriebataillone, von denen einige gemischt waren und nur zwei statt drei Panzerkompanien hatten. Als 1992 Panzerregimenter in Bataillonsstärke eingeführt wurden, hatten diese lange Zeit vier Panzerkompanien neben der üblichen Stabs- und Versorgungskompanie.
Bis 1975 hatten italienische Panzerregimenter jeweils 157 Kampfpanzer, davon vier beim Regimentsstab und bei den drei Bataillonen jeweils 51, davon drei beim Bataillonsstab und drei Kompanien zu je 16. Nach 1975 hielten die nunmehr selbständigen Panzerbataillone zunächst ihre Stärke, gegen Ende des Kalten Krieges sank die Anzahl der Panzer pro Bataillon jedoch auf 40 (3 × 13 + 1). Bei den späteren Panzerregimentern in Bataillonsstärke waren es dann mit der vierten Panzerkompanie zeitweise insgesamt wieder über 50.
Das italienische Heer stellte von 1952 bis 1971 insgesamt 2.580 M47-Panzer in Dienst, von denen die letzten Exemplare erst 1989 ausgemustert wurden. Ab 1965 beschaffte man darüber hinaus 300 schwerere M60, von denen die Firma Oto Melara 200 in Lizenz baute. Sie blieben bis 1995 im Truppendienst. Als Ersatz für die veralteten M47 kaufte das Heer 1971 bei Krauss-Maffei 200 Leopard 1, weitere 720 wurden in Italien in Lizenz gebaut. Daneben beschaffte man 137 Bergepanzer 2, 64 Brückenlegepanzer Biber und 40 Pionierpanzer Dachs, die alle zur Leopard-Familie gehören und ebenfalls in Lizenz hergestellt wurden. 120 zuletzt verbliebene Leopard 1A5 wurden 2007 und 2008 außer Dienst gestellt, die Spezialversionen sind größtenteils weiter aktiv. Ein Teil der ausrangierten Kampfpanzer und sonstige außer Dienst gestellte Panzerfahrzeuge befinden sich noch immer in einem Materialdepot im norditalienischen Lenta.
Die heute noch bestehenden Panzer- und Kavallerieverbände sind mit dem Kampfpanzer Ariete (ehemals 200, von denen 125 modernisiert werden) und dem Radpanzer Centauro (ehemals 400, in Ausmusterung) ausgerüstet. Beschafft werden 132 neue Kampfpanzer auf Basis des KF51 Panther und 140 davon abgeleitete Berge-, Brückenlege- und Pionierpanzer, die das Joint Venture Leonardo Rheinmetall Military Vehicles in La Spezia produzieren wird. Die Kavallerie erhält unter anderem 122 neue Centauro 2.

## Artillerie

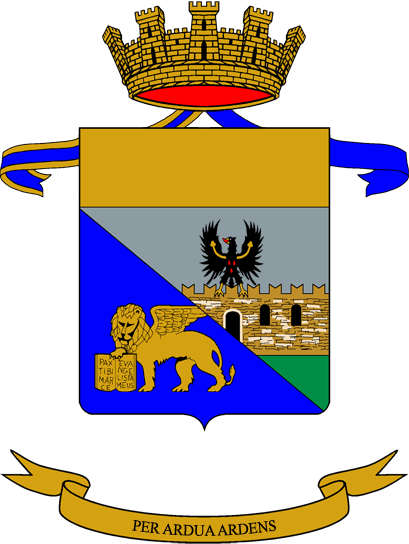
2. (Gebirgs-)Artillerie-Regiment Tridentina

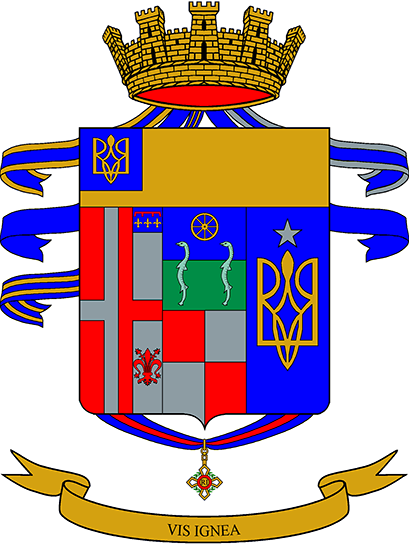
8. (Panzer-)Artillerie-Regiment Pasubio

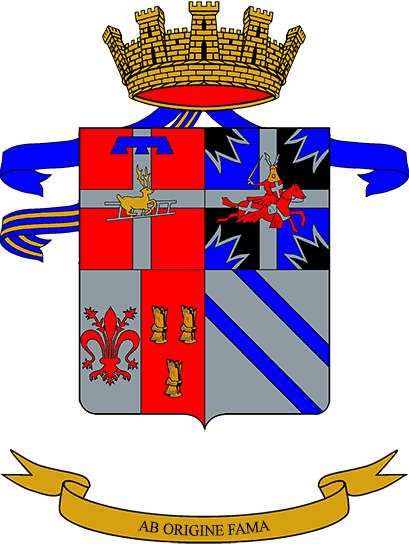
5. (Raketen-)Artillerie-Regiment Superga, ältestes italienisches Artillerieregiment

Wie alle älteren italienischen Heerestruppen entstammt auch die Artillerie der Armee des Königreiches Sardinien-Piemont. Karl Emanuel I. von Savoyen ordnete 1625 mit einem Erlass an, dass die nach Zünften organisierten Bombardiere, Kanoniere, Mineure und andere Spezialisten in eine besondere Einheit innerhalb der Miliz zu überführen waren. Im Jahr 1696 wurde diese Einheit zu einem Kanonierbataillon (8 Kompanien, davon 2 Mineure) vergrößert und in das Stehende Heer integriert, 1743 folgte der Ausbau zu einem Regiment, das weiterhin der Infanterie zugeordnet blieb. Am 27. August 1774 entstand aus diesem Regiment und aus kleineren separaten Einheiten die Truppengattung Corpo Reale di Artiglieria.
Während im 18. Jahrhundert Mineure, Sappeure und anderes Genietruppen-Fachpersonal zur Artillerie gehörte, wurden die Militäringenieure erst 1726 militarisiert und der Artillerie zugeschlagen, von dieser jedoch bereits 1752 in ein separates Ingenieurkorps ausgegliedert. In diese Zeit fällt die Gründung einer bedeutenden Artillerie- und Festungsbauschule (Turin, 1739).
Nach der napoleonischen Besetzung wurde die piemontesische Artillerie ab 1814 schrittweise wiederhergestellt und ausgebaut. Sie untergliederte sich in Fußartillerie des Feldheeres und der Reserve, berittene Artillerie und Artillerie auf Sardinien. Das ehemalige Artillerieregiment bezeichnete man ab 1820 als Artilleriebrigade, die jedoch eher administrativen Charakter hatte; grundlegende Einheit war noch immer die Batterie. Ein Erlass vom 1. Oktober 1850 sah die Untergliederung des Corpo Reale di Artiglieria in drei Regimenter vor: ein unterstützendes Regiment, ein Festungsartillerieregiment und ein Feldartillerieregiment, hinzu kamen kleinere Einheiten und Dienststellen des Stabes. Mit Erlass vom 7. Oktober 1859 wurde das Feldartillerieregiment in zwei Regimenter geteilt und diese weiter ausgebaut. Ab 1860 wurden im Zug der Einigung Italiens etliche Artillerietruppen der anderen italienischen Staaten in die piemontesische und somit italienische Armee eingegliedert. Zunächst bestanden ein unterstützendes Regiment, 3 Festungsartillerieregimenter, 4 Feldartillerieregimenter mit durchgehender Nummerierung (1–8). In den Jahren danach kamen noch schwere Feldartillerie-, Gebirgsartillerie- und Küstenartillerieverbände sowie ein reitendes Artillerieregiment, während des Ersten Weltkriegs auch Flugabwehreinheiten, die in Italien im Heer bis heute zur Artillerie gehören. Die Nummerierung der Verbände richtete sich nunmehr nach ihrer jeweiligen Untergattung.
Im Juni 1940 belief sich die Zahl der Artillerieregimenter in den verschiedenen Bereichen auf:
- 54 Feldartillerieregimenter (für Infanteriedivisionen)
- 5 Gebirgsartillerieregimenter (für Gebirgsdivisionen)
- 3 Panzerartillerieregimenter (für Panzerdivisionen)
- 2 motorisierte Artillerieregimenter (für motorisierte Divisionen)
- 3 schnelle Artillerieregimenter (für schnelle Divisionen)
- 18 Korpsartillerieregimenter (schwere Feldartillerie)
- 5 Armeeartillerieregimenter (schwere Artillerie, aus ehem. Festungs-, Belagerungs- und Küstenartillerie)
- 9 Grenzartillerieregimenter (der Grenztruppen)
- 5 Flugabwehrartillerieregimenter

Daneben gab es kleinere Verbände und Einheiten, u. a. auch Luftlandeartillerie.
Nachstehende Regimentslisten sind nach den Untergattungen der Artillerie gegliedert. In der italienischen Artillerietruppe (Arma di artiglieria) wurde es mit der Zeit üblich, Regimenter ohne Rücksicht auf ihre ursprüngliche Untergattung (Feldartillerie oder schwere Artillerie oder gar Flugabwehr) je nach Bedarf auszurüsten und entsprechend umzubenennen. Ein heutiges schweres Regiment kann also ursprünglich ein leichtes Feldartillerie-Regiment gewesen sein und wird wegen seiner Abstammung hier auch so gelistet; daneben finden sich jeweils Hinweise auf spätere Wechsel der Untergattungen, die an Ursprüngen, Nummerierungen und geschichtlicher Kontinuität nie Änderungen bewirkt haben.
In der Zeit von 1975 bis 1991 bestanden die dann noch aktiven Regimenter als Abteilungen (Bataillone) weiter, nach 1992 wieder als Regimenter in Bataillonsstärke.

### Feldartillerie
Die Regimenter der Feldartillerie (artiglieria da campagna) gehörten in einer ersten Phase zu den Korpstruppen, die Abteilungen und Batterien wurden den Divisionen zugeteilt. Ab 1887 gab es Feldartillerie-Regimenter sowohl bei den Korps- als auch bei den Divisionstruppen. Als ab 1912 schwere Feldartillerie-Regimenter aufgestellt wurden, ging die (leichte) Feldartillerie in aller Regel nur noch an die Divisionen und wurde deshalb von 1934 bis 1943 Divisionsartillerie oder artiglieria divisionale genannt. Bis zum Zweiten Weltkrieg hatte jede Infanteriedivision ein Feldartillerie-Regiment, später konnten Divisionen (und dann auch gemischte Brigaden) Artillerieregimenter anderer Untergattungen haben (meist per Umwandlung von Feldartillerie-Regimentern in schwerere).
Die Feldartillerie-Regimenter waren ursprünglich nur (durchgehend) nummeriert; man versuchte insbesondere bei Mobilmachungen, die zusätzlichen Regimenter so den neuen Infanteriedivisionen zu unterstellen, dass die Nummern von Regiment und Division jeweils übereinstimmten. Als erst die triangularen Divisionen 1935 und dann die schwachen binären Divisionen 1939 Beinamen erhielten, gingen diese Beinamen jeweils an die Divisions-Feldartillerie-Regimenter und auch an die Infanterie-Regimenter (siehe oben) der Division über. Über diese Regimentsbeinamen lässt sich somit die jeweilige Divisionszugehörigkeit erkennen. Nach 1945 behielten die Regimenter ihre Beinamen in der Regel, wurden dann aber ohne Rücksicht auf diese Systematik auch anderen Großverbänden unterstellt. In nachstehender Liste können bei den Feldartillerie-Regimentern (FArtR.) zwei Beinamen erscheinen; in diesen Fällen bezieht sich der erste auf den (Divisions-)Beinamen von 1935, der zweite auf die Namensgebung von 1939. Ist nur ein Name vorhanden, erfolgte 1939 keine Umbenennung. Auf weitere (vorübergehende) Umbenennungen nach 1943 wird in Klammern hingewiesen; dort sind zuletzt vereinzelt letzte oder aktuelle Unterstellungsverhältnisse angegeben.
- 1. FArtR. „CACCIATORI DELLE ALPI“ (Foligno, 1870 – Bracciano, 1999) (bis 1874 11. FArtR., 1953–1958 „POZZUOLO DEL FRIULI“, ab 1976 bei ArtSchule, bis 1981 gepanzerte FArt-Abteilung)
- 2. FArtR. „METAURO“/„MESSINA“ (1850 – Ploče, 1943) (bis 1870 Festungsart., bis 1873 gemischt, dann Feldart.)
- 3. FArtR. „FOSSALTA“/„PISTOIA“ (1860 – Vercelli, 1991) (bis 1870 Festungsart., bis 1873 gemischt, dann Feldart., 1975–1991 „PASTRENGO“; Brigade Goito)
- 4. FArtR. „CARNARO“/„BERGAMO“ (1860 – Split, 1943) (bis 1870 Festungsart., bis 1873 gemischt, dann Feldart.)
- 5. FArtR. „SUPERGA“ (1850, Venaria Reale – Portogruaro) (1954–1976 „MANTOVA“, seit 1976 gepanzertes schweres FArtR., seit 2001 mit Raketen; Artilleriekommando)
- 6. FArtR. „ISONZO“ (1859 – Kočevje, 1943) (2. piemontesisches FArtR, 1870–1873 gemischt wie 5., 7., 8. FArtR.)
- 7. FArtR. „CURTATONE“/„CREMONA“ (Modena, 1860 – Civitavecchia) (1975–1992 „ADRIA“, 1995 gepanzert, seit 1998 ABC-Abwehr; Artilleriekommando)
- 8. FArtR. „PASUBIO“ (Verona, 1860 – Persano) (seit 1960 gepanzert; Brigade Garibaldi)
- 9. FArtR. „BRENNERO“ (Pavia, 1863 – Vercelli, 1991) (bis 1864 10. FArtR., 1947 Panzerabwehr, 1953–1975 gepanzertes schweres FArtR.; Brigade Centauro)
- 10. FArtR. „VOLTURNO“/„BOLOGNA“ (1870 – Marsa Matruh, 1942) (Teile operierten 1943 noch in Tunesien)
- 11. FArtR. „MONFERRATO“/„RAVENNA“ (Alessandria, 1884 – Cremona, 1991) (1944–1975 „LEGNANO“, ab 1975 „MONFERRATO“ und gepanzert; Brigade Legnano)
- 12. FArtR. „SILA“/„SAVONA“ (Capua, 1884 – Vacile, 1991) (ab 1976 „CAPUA“ und gepanzert; Brigade Mameli)
- 13. FArtR. „GRANATIERI DI SARDEGNA“ (Rom, 1888 – Civitavecchia, 1995) (1975–1992 „MAGLIANA“, ab 1992 gepanzert; Brigade Granatieri)
- 14. FArtR. „MURGE“/„FERRARA“ (Pesaro, 1888 – Triest, 1991) (1975–1991 „MURGE“; V. Korps)
- 15. FArtR. „MONTENERO“/„PUGLIE“ (Reggio nell’Emilia, 1888 – Albanien, 1943) (Auflösung nach Abzug aus dem Kosovo)
- 16. FArtR. „SABAUDA“ (Brescia, 1888 – Sizilien, 1946) (zuletzt Sicherungstruppe ohne Geschütze)
- 17. FArtR. „SFORZESCA“ (Novara, 1888 – Sabaudia) (seit 1953 Flugabwehr; Flugabwehrkommando)
- 18. FArtR. „GRAN SASSO“/„PINEROLO“ (L’Aquila, 1888 – Sabaudia, 1997) (1947–1952 Panzerabwehr, 1953–1975 und 1992–1997 Flugabwehr, 1976–1981 „GRAN SASSO“ und FArtAusbAbt.)
- 19. FArtR. „GAVINANA“/„VENEZIA“ (Florenz, 1888 – Sequals, 1991) (1976–1993 „RIALTO“ und gepanzerte FArt-Abteilung; Brigade Garibaldi)
- 20. FArtR. „PIAVE“ (Padua, 1888 – Maniago, 1991) (1976–1991 gepanzerte FArt-Abteilung; Brigade Ariete)
- 21. FArtR. „PO“/„TRIESTE“ (Piacenza, 1888 – Foggia) (1936–1943 motorisiert, 1975–1993 „ROMAGNA“, 1991–2019 gepanzert; Brigade Pinerolo)
- 22. FArtR. „VESPRI“/„AOSTA“ (Palermo, 1888 – Palermo, 1958) (1953–1958 schweres FArtR.)
- 23. FArtR. „TIMAVO“/„RE“ (Acqui Terme, 1888 – Latium, 1943) (Auflösung nach Abzug aus Dalmatien)
- 24. FArtR. „PELORITANA“/„PIEMONTE“ (Neapel, 1888 – Messina) (1961–1975 „AOSTA“, seither „PELORITANI“, 1992–2019 gepanzert; Brigade Aosta)
- 25. FArtR. „ASSIETTA“ (Rivoli, 1912 – Asti, 1943) (Auflösung nach Abzug aus Sizilien)
- 26. FArtR. „RUBICONE“/„PAVIA“ (Fossano, 1912 – El Alamein, 1942) (bei Fuka vernichtet)
- 27. FArtR. „LEGNANO“/„CUNEO“ (Mailand, 1912 – Udine, 1995) (1948–1952 Panzerabwehr, bis 1964 gepanzertes FArtR., bis 1985 gepanzertes schweres ArtR., 1985–1992 als Abteilung „MARCHE“; Brigade Aquileia)
- 28. FArtR. „MONVISO“/„LIVORNO“ (Parma, 1912 – Tarcento, 1995) (1920–1926 inaktiv, ab 1986 gepanzert; Brigade Mantova)
- 29. FArtR. „COSSERIA“/„MODENA“ (Verona, 1915 – Epirus, 1943) (1920–1926 inaktiv)
- 30. FArtR. „LEONESSA“/„LUPI DI TOSCANA“ (Conegliano, 1914 – Mailand, 1991) (1920–1926 inaktiv, ab 1975 „BRIANZA“ und Unterstützungsabt. III. Korps)
- 31. FArtR. (Ancona, 1915 – 1920)
- 32. FArtR. „MARCHE“ (Livorno, 1912 – Dubrovnik, 1943) (1920–1938 inaktiv)
- 33. FArtR. „ACQUI“ (Terni, 1915 – L’Aquila, 2013) (1920–1938 inaktiv, 1976–1993 „TERNI“, ab 1975 schwere Art-Abteilung, ab 1981 schwere FArt., ab 1996 gepanzert; Brigade Granatieri)
- 34. FArtR. „SASSARI“ (Chieti, 1915 – Rom, 1943) (1920–1938 inaktiv)
- 35. FArtR. „FRIULI“ (Bari, 1915 – Livorno, 1991) (1920–1938 inaktiv, 1947–1953 Panzerabwehr, 1975–1991 „RIOLO“; Brigade Friuli)
- 36. FArtR. „FORLI“ (Messina, 1912/20 – Mittelgriechenland, 1943) (1920–1938 inaktiv)
- 37. FArtR. „COSSERIA“ (1915 – Mailand, 1943) (1919–1938 inaktiv)
- 38. FArtR. (1915 – 1919)
- 39. FArtR. (1915 – 1919)
- 40. FArtR. „CAPRERA“/„CALABRIA“ (1915 – Sardinien, 1946) (1919 aufgelöst, 1934 aus gemischtem Rgt. auf Sardinien, zuletzt Sicherungstruppe ohne Geschütze)
- 41. FArtR. „FIRENZE“ (1915 – Sora) (1919–1938 inaktiv, 1947–1952 Panzerabwehr, 1952–1976 schweres FArtR., danach Aufklärung, 2004 zur Fernmeldetruppe als 41. Rgt. Cordenons)
- 42. FArtR. „SABRATHA“ (1915 – Marsa el Brega, 1941) (1919–1935 inaktiv)
- 43. FArtR. „SIRTE“ (1915 – Tobruk, 1941) (1920–1935 inaktiv)
- 44. FArtR. „MARMARICA“ (1915 – Bardia, 1941) (1919–1935 inaktiv)
- 45. FArtR. „CIRENE“ (1915 – Bardia, 1941) (1919–1935 inaktiv)
- 46. FArtR. „TRENTO“ (1914 – Gradisca d’Isonzo, 1991) (1919–1935 inaktiv, bis 1943 motorisiert, ab 1976 gepanzerte FArt-Abteilung; Brigade Gorizia)
- 47. FArtR. „BARI“ (1915 – Persano, 1981) (1919–1938 inaktiv, ab 1975 „GARGANO“ und FArt-Abteilung; Brigade Pinerolo)
- 48. FArtR. „TARO“ (1915 – L’Aquila, 1995) (1919–1935 inaktiv, ab 1992 gepanzert; Brigade Acqui)
- 49. FArtR. „PARMA“ (1915 – Vlora, 1943) (1918–1935 inaktiv)
- 50. FArtR. „REGINA“ (1916 – Dodekanes, 1943) (1918–1938 inaktiv)
- 51. FArtR. „SIENA“ (1916 – Kreta, 1943) (1919–1938 inaktiv)
- 52. FArtR. „PELORITANA II“/„TORINO“ (Padua, 1916 – Persano) (1918–1935 inaktiv, 1947–1951 Panzerabwehr als „CREMONA“, ab 1953 schweres ArtRgt., ab 1975 FArt-Abteilung „VENARIA“, seit 1991 gepanzert „TORINO“; Artilleriekommando)
- 53. FArtR. „AREZZO“ (1917 – Korça, 1943) (1917–1938 inaktiv)
- 54. FArtR. „NAPOLI“ (1917 – Reggio Calabria, 1943) (1918–1938 inaktiv)
- 55. FArtR. „BRESCIA“ (1917 – Halfayapass, 1942) (1919–1938 inaktiv)
- 56. FArtR. „CASALE“ (1917 – Westgriechenland, 1943) (1919–1938 inaktiv)
- 57. FArtR. „LOMBARDIA“ (1917 – Kroatien, 1943) (1918–1938 inaktiv)
- 58. FArtR. „LEGNANO“ (1917 – Apulien, 1943) (1918–1938 inaktiv)
- 59. FArtR. „CAGLIARI“ (1917 – Peloponnes, 1943) (1919–1938 inaktiv)
- 60. FArtR. „GRANATIERI DI SAVOIA“ (Littoria, 1936 – Ostafrika, 1941)
- 61. FArtR. (1918 – 1919)
- 62. FArtR. (1918 – 1919)
- 80. FArtR. „LA SPEZIA“ (Pisa, 1941 – Enfidaville, 1943) (luftverladbar, mit Gebirgsgeschützen)
- 108. FArtR. „COSSERIA“ (1941 – Casarsa della Delizia, 1986) (ab 1976 gepanzerte SFArt-Abteilung, ab 1981 SFArt-Abt.; Divisionstruppen Ariete)
- 117. FArtR. „ROVIGO“ (1941 – Ligurien, 1943)
- 120. FArtR. (Padua 1941 – Palmanova, 1991) (motorisiert bis 1943, ab 1975 „PO“ und gepanzert; 3. schnelle Division, Brigade Pozzuolo)
- 121. FArtR. „RAVENNA“ (Piacenza, 1941 – Bologna) (seit 1953 Flugabwehr; Flugabwehrkommando)
- 151. FArtR. „PERUGIA“ (Perugia, 1941 – Albanien, 1943)
- 152. FArtR. „PICENO“ (Chieti, 1942 – Apulien, 1944) (1945 in Artillerieschule in Bracciano aufgegangen)
- 153. FArtR. „MACERATA“ (Forlì, 1941 – Rijeka, 1943)
- 154. FArtR. „MURGE“ (Saluzzo, 1941 – Rijeka, 1943)
- 155. FArtR. „EMILIA“ (Ancona, 1941 – Udine, 1992) (1944–1946 „MANTOVA“, dann schweres FArtR., gepanzert bis 1981; V. Korps)
- 156. FArtR. „VICENZA“ (Brescia, 1942 – Waluiki, 1943) (mit Alpini-Korps an Ostfront)
- 157. FArtR. „NOVARA“ (Triest, 1942 – Triest, 1943) (für Neuaufstellungen herangezogen)
- 158. FArtR. „ZARA“ (Zadar, 1942 – Dalmatien, 1943)
- 159. FArtR. „VENETO“ (Udine, 1942 – Udine, 1943) (für Neuaufstellungen herangezogen)
- 166. FArtR.
- 201. FArtR. (1941 – Russland, 1943) (motorisiert)
- 203. FArtR. „CATANZARO“ (1940 – Bardia, 1941)
- 205. FArtR. „BOLOGNA“ (1940 – Vercelli, 1991) (1975–1991 „LOMELLINA“ und gepanzerte schwere FArt-Abteilung; III. Korps)

Das 1850 aufgestellte Unterstützungsregiment, das 1860 im Zug der durchgehenden Nummerierung die Nummer 1 erhielt, wurde Ende 1864 aufgelöst. Ein 1861 im Bereich der Artillerie aufgestelltes Pontonier-Regiment erhielt die Nummer 9 und dann, nach Auflösung des Unterstützungsregiments, Anfang 1865 die Nummer 1. Im Jahr 1873 ging das 1. Pontonier-Regiment an die Pionier- oder Genietruppe und erhielt dort mit dessen Neuaufstellung 1883 die Nummer 4. Gleichzeitig wurde in der Artillerie aus dem 11. das neue 1. Feldartillerie-Regiment. An dieser Stelle hat es dann keine weiteren Veränderungen gegeben.
Das 5. Feldartillerie-Regiment steht in direkter Nachfolge des Corpo Reale di Artiglieria, des Artillerie-Regiments von 1743 und dessen Vorgänger und ist damit das älteste Artillerieregiment des italienischen Heeres.

### Schwere Feldartillerie
Die Regimenter der schweren Feldartillerie (artiglieria pesante campale) wurden ab 1912 aufgestellt. Dieser Regimentstyp gehörte normalerweise zu den Korpstruppen und trug daher von 1934 bis 1943 die Bezeichnung Korps-Artillerieregiment. Auch hier versuchte man, die Nummerierung von Regimentern und Korps in Einklang zu bringen. Wie erwähnt konnten auch Artillerie-Regimenter anderer Untergattungen zu schweren Feldartillerie-Regimentern umstrukturiert und umbenannt werden, sie gehören aber historisch nicht zur schweren Feldartillerie und werden deshalb hier auch nicht gelistet. Umgekehrt konnten Regimenter der schweren Feldartillerie ihrerseits umstrukturiert und umbenannt werden, wegen ihrer historischen Zugehörigkeit zur schweren Feldartillerie sind sie allesamt hier gelistet.
- 1. SFArtR. (Casale Monferrato, 1912 – 1941) (stellte 1915–1918 raggruppamenti und weitere Verbände auf; zuletzt I. Korps)
- 2. SFArtR. (Vicenza, 1920 – Barletta, 1995) (bis 1926 6. SFArtR., ab 1976 „POTENZA“, ab 1993 gepanzertes FArtR.; zuletzt Brigade Pinerolo)
- 3. SFArtR. (Cremona, 1920 – Cassino) (bis 1926 4. SFArtR., von 1975 bis 1991 „BONDONE“ und Unterstützungsabt. IV. Korps in Trient; 2023 reaktiviert mit Drohnen)
- 4. SFArtR. (Vigevano, 1920 – Trient, 1986) (bis 1926 3. SFArtR., ab 1975 „PUSTERIA“; IV. Korps)
- 5. SFArtR. (1928 – Udine, 1991) (vgl. 11. SFArtR. bis 1927, ab 1975 „MEDEA“ Unterstützungsabt. V. Korps)
- 6. SFArtR. (Modena, 1912 – Treviso, 1991) (bis 1926 2. SFArtR., stellte 1915–1918 raggruppamenti und weitere Verbände auf; ab 1975 „MONTELLO“ Unterstützungsabt. V. Korps)
- 7. SFArtR. (1920 – Casarsa della Delizia, 1991) (bis 1926 13. SFArtR., ab 1975 „CASARSA“ Unterstützungsabt. V. Korps)
- 8. SFArtR. (Terni, 1920 – Modena, 1995) (bis 1926 7. SFArtR., 1992–1995 Flugabwehr)
- 9. SFArtR. (Ancona, 1920 – Foggia, 1996) (ab 1976 „FOGGIA“; zuletzt Militärregion Süd)
- 10. SFArtR. (1920 – 1941) (bis 1926 8. SFArtR.; zuletzt X. Korps)
- 11. SFArtR. (Acqui Terme, 1920 – Persano, 2001) (bis 1927 5. SFArtR., ab 1976 „TERAMO“, ab 1981 FArtR., ab 1992 gepanzert; Brigade Pinerolo)
- 12. SFArtR. (1920 – Vercelli, 1991) (bis 1926 10. SFArtR., dann 11., ab 1927 12. SFArtR., ab 1975 „BIELLA“ und Unterstützungsabt. III. Korps)
- 13. SFArtR. (Macomer, 1939 – 1943) (XIII. Korps)
- 14. SFArtR. (Treviso, 1920 – 1943) (1926–1938 inaktiv, XIV. Korps)
- 15. SFArtR. (Pietra Ligure, 1939 – 1943) (XV. Korps)
- 16. SFArtR. (1935 – 1943) (Schnelles Korps bis 1941, dann X., XX., XVI. Korps)
- 20. SFArtR. (Tripolis, 1937 – 1941) (XX. Korps)
- 21. SFArtR. (Bengasi, 1937 – 1941) (XXI. Korps)
- 22. SFArtR. (Tobruk, 1939 – 1941) (XXII. Korps)
- 24. SFArtR. (1939 – 1943) (Panzerkorps bis 1941, zuletzt XXI. Korps)
- 26. SFArtR. (Tirana, 1939 – 1941) (XXVI. Korps)
- 30. SFArtR. (1939 – 1943) (Motorisiertes Korps bis 1941, dann CISR/XXXV. Korps)

Im Krieg wurden mit Abteilungen dieser und anderer Regimenter regimentsstarke Verbände mit der Bezeichnung raggruppamento artiglieria di corpo d’armata gebildet, die sich teils an die Nummern der Stammregimenter und/oder der Korps hielten, teils völlig unabhängig davon blieben. Die Nummerierung reichte 1943 (mit Unterbrechungen) bis mindestens 52.

### Festungs- und schwere Artillerie
Als die italienischen Artillerieregimenter 1860 unabhängig von der Untergattung eine durchgehende Nummerierung erhielten, waren das 2., 3. und 4. Regiment Festungsartillerie-Regimenter. Von 1870 bis 1873 gab es zehn gemischte Feld- und Festungsartillerie-Regimenter mit Nummern von 2 bis 11. Nach Abgabe des 1. Pontonier-Regiments gab es ab 1874 zehn Feldartillerie-Regimenter (1–10) und vier Festungsartillerie-Regimenter (11–14), zu denen 1882 zwei weitere Feld- und ein fünftes Festungsartillerie-Regiment kam (13–17). Als 1888 die Anzahl der Feldartillerieregimenter auf 24 gebracht wurde, erhielten die fünf Regimenter der Festungsartillerie die Nummern 25 bis 29. Im Jahr 1895 wurde im Bereich der Festungsartillerie die Regimentsebene abgeschafft und deren 22 Abteilungen verselbständigt; da in der Festungsartillerie auch die Küstenartillerie beinhaltet war, gab es jeweils 11 Abteilungen beider Gattungen. Als dann 1902 die Regimentsebene wieder eingeführt wurde, erhielten die neuen Regimenter der Festungs- und der Küstenartillerie jeweils eigene Nummerierungen, unabhängig von der Feldartillerie: 1. FestArtR. in Turin, 2. in Alessandria, 3. (mit Belagerungsgerät) in Rom; 1. KüstArtR. in Genua, 2. in La Spezia, 3. in Messina (und eine separate Abteilung in La Maddalena). Deren Soldaten dienten hauptsächlich in Befestigungsanlagen in den Alpen und in Ligurien, ansonsten an befestigten Orten im ganzen Land. Im Jahr 1910 gliederte man die Küstenartillerie formal wieder in die Festungsartillerie ein und bildete zehn Festungsartillerie-Regimenter, die jedoch nicht einheitlich organisiert waren. Ab 1920 entstanden aus diesen zehn Regimentern schwere Artillerieregimenter (SArtR.) und Küstenartillerie-Regimenter.
- 1. FestArtR (Genua, 1910 – 1920) (nur Küstenart., Nachfolger 1. KüstArtR von 1902, ab 1923 9. SArtR., 1926 Auflösung)
- 2. FestArtR (La Spezia, 1910 – 1920) (nur Küstenart., Nachfolger 2. KüstArtR. von 1902, ab 1923 8. SArtR., 1926–1936 1. KüstArtR.)
- 3. FestArtR (Rom, 1910 – 1920) (gemischt, einschließlich Sardinien, Nachfolger 3. FestArtR. von 1902, ab 1920 3. SArtR, 1926 Auflösung)
- 4. FestArtR (Messina, 1910 – 1920) (nur Küstenart., Nachfolger 3. KüstArtR. von 1902, ab 1920 4. KüstArtR., ab 1923 10. SArtR., 1926–1936 3. KüstArtR.)
- 5. FestArtR (Venedig, 1910 – 1920) (gemischt, ab 1920 3. KüstArtR., ab 1923 7. SArtR., 1926–1936 2. KüstArtR.)
- 6. FestArtR (Turin, 1910 – 1920) (nur Festungsart., Nachfolger 1. FArtR. von 1902, ab 1920 1. SArtR.)
- 7. FestArtR (Alessandria, 1910 – 1920) (nur Festungsart., Nachfolger 2. FArtR. von 1902, ab 1920 2. SArtR.)
- 8. FestArtR (Bologna, 1910 – 1920) (nur Festungsart., ab 1920 6. SArtR., ab 1926 3. SArtR.)
- 9. FestArtR (Verona, 1910 – 1920) (nur Festungsart., ab 1920 5. SArtR.)
- 10. FestArtR (Piacenza, 1910 – 1920) (Belagerungsartillerie, ab 1920 4. SArtR.)

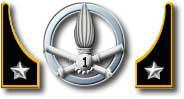
Kragenspiegel und Emblem 1. schweres Artillerieregiment

Im Jahr 1926 bestanden nach Auflösung von zwei Regimentern fünf schwere Artillerie-Regimenter (1–5) und drei Küstenartillerie-Regimenter (1–3). Letztere wurden ab 1926 mit eigener Nummerierung verselbständigt und bis 1936 aufgelöst, nachdem ihre Aufgaben ab 1934 von der faschistischen Miliz zusammen mit der Marine übernommen worden war. Im Zweiten Weltkrieg gab es nochmals Küstenartillerieverbände des Heeres unter der Bezeichnung raggruppamento, meist bei den mit Reservisten gebildeten Küstentruppen.
Zu den fünf verbliebenen schweren Artillerie-Regimentern kamen bis 1930 fünf neue, die aus schweren territorialen Flugabwehrverbänden gebildet wurden. Weil diese zehn Regimenter im Einsatz einzelnen Armeeoberkommandos direkt unterstellt werden sollten, nannte man sie von 1934 bis 1943 Armee-Artillerie-Regimenter. Die fünf neuen, aus ehemaligen Flugabwehrverbänden gebildeten Regimenter gab man 1937 an die Artillerie der Grenztruppen ab (GzAR). Die nach 1945 wieder aufgestellten schweren Artillerieverbände waren Teil der mit US-amerikanischen Atomsprengköpfen ausgerüsteten 3. Raketenbrigade Aquileia. Bei dieser Brigade handelte es sich um eine Abwandlung des 3. schweren Artillerieregiments. Diese Brigade hatte von 1959 bis 1991 in Norditalien wiederum eine Rolle als Armee-Artillerie.
- 1. SArtR. (Turin, 1902 – Elvas (Brixen), 1983) (bis 1910 1. FestArtR., bis 1920 6. FestArtR., ab 1975 „ADIGE“)
- 2. SArtR. (Alessandria, 1902 – 1943) (bis 1910 2. FestArtR., bis 1920 7. FestArtR.)
- 3. SArtR. (Bologna, 1910 – Portogruaro, 2001) (bis 1920 8. FestungsArtR., bis 1926 6. SArtR., 1959–2001 Raketen, ab 1975 „VOLTURNO“; V. Korps)
- 4. SArtR. (Piacenza, 1910 – 1943) (bis 1920 10. FestungsArtR.)
- 5. SArtR. (Verona, 1910 – 1943) (bis 1920 9. FestungsArtR.)
- 6. SArtR. (Genua, 1926 – 1937) (bis 1930  2. Flugabwehr, ab 1937 GzAR)
- 7. SArtR. (Mailand, 1926 – 1937) (bis 1930 3. Flugabwehr, ab 1937 GzAR)
- 8. SArtR. (Rivoli, 1926 – 1937) (bis 1930 1. Flugabwehr, ab 1937 GzAR)
- 9. SArtR. (Rovigo, 1926 – Verona, 1995) (bis 1930 6. Flugabwehr, 1937–1940 GzAR., ab 1975 „ROVIGO“, ab 1992 SFArt; V. Korps)
- 10. SArtR. (Triest, 1926 – 1937) (bis 1930 5. Flugabwehr, ab 1937 GzAR)

Im Zweiten Weltkrieg wurden aus Abteilungen dieser und anderer Regimenter bei Bedarf regimentsstarke Verbände mit der Bezeichnung raggruppamento artiglieria d’armata gebildet, die Nummerierung war unabhängig. Es bestanden beispielsweise raggruppamenti mit den Nummern 3 (meist in Italien), 8 (in Nordafrika), 9 (Sowjetunion) und 10 (Italien, Sizilien, u. a. auf Semovente 90/53). Letzteres bestand von 1975 bis 1986 in Trient als 10. gepanzerte Feldartillerie-Abteilung Avisio des IV. Korps nochmals.

### Reitende und schnelle Artillerie
Erste Batterien reitender Artillerie wurden 1831 in Venaria Reale aufgestellt und hieraus im Jahr 1887 das Artillerieregiment zu Pferde (ARP). Aus diesem entstanden 1934 drei schnelle Artillerieregimenter (SAR) zur Unterstützung von drei neuen schnellen Divisionen. Das ursprüngliche Regiment zu Pferde wurde 1941 und 1946 wieder aufgestellt, die drei schnellen Artillerieregimenter nach dem Krieg vom Artillerieregiment zu Pferde „militärhistorisch“ wieder eingegliedert.
- ARP. „VOLOIRE“ (Mailand, 1887 – Vercelli) (1946–1953 „LEGNANO“, bis 1957 gepanzertes FArtR., bis 1961 Panzerabwehr, danach gep. SFArtR., heute FH70; Brigade Pozzuolo)
- 1. SAR. „EUGENIO DI SAVOIA“ (Udine, 1934 – Marmarica, 1942) (mot. 1941 nach Nordafrika, dort Division Brescia)
- 2. SAR. „E.F. TESTA DI FERRO“ (Ferrara, 1934 – Halfayapass, 1942) (mot. 1941 nach Nordafrika, dort Korpstruppe)
- 3. SAR. „P.A. DUCA D’AOSTA“ (Mailand, 1934 – El Alamein, 1942) (mot. 1941 nach Nordafrika, dort Division Littorio)

### Gebirgsartillerie
Zur Unterstützung der 1872 gegründeten Alpini (Gebirgsjäger) wurde am 14. September 1877 ein erster Gebirgsartillerieverband aufgestellt, indem man fünf bereits bestehende Batterien Gebirgsartillerie aus den Festungsartillierie-Regimentern zusammenzog. Hieraus entstanden 1883 zwei Abteilungen in Vicenza und Turin. Am 1. November 1887 wurde in Turin das (1.) Gebirgsartillerie-Regiment gebildet, mit vier Abteilungen in den Westalpen und einer in Conegliano (Venetien). Letztere wurde 1902 selbständig und 1909 in Vicenza zum 2. Gebirgsartillerie-Regiment. Im Jahr 1915 kam in Bergamo ein drittes Regiment dazu, das im Jahr 1926 mit dem zweiten Regiment (von 1909) die Nummern tauschte. Drei weitere Regimenter folgten ab 1934. Alle sechs Regimenter waren ab 1934 Divisionsartillerie-Regimenter der Alpini-Divisionen.
Wie bei den Alpini haben in den Gebirgsartillerie-Regimentern (GArtR.) die Abteilungen (Bataillone) nur Namen und die Batterien sind regimentsübergreifend durchnummeriert. Mit den Alpini und anderen auf das Gebirge spezialisierten Truppenteilen anderer Waffengattungen (Gebirgspioniere, Gebirgsfermelder usw.) bildet die Gebirgsartillerie die Gebirgstruppen (truppe alpine), die in Italien beispielsweise einheitliche Kopfbedeckungen haben. Aus Gründen des Korpsgeistes hat sich die italienische Gebirgsartillerie (artiglieria da montagna) immer in erster Linie als Gebirgstruppe gesehen und erst in zweiter Linie als Teil der Artillerie.
Es sei darauf hingewiesen, dass im Gebirge nicht nur Gebirgstruppen stationiert sein oder zum Einsatz kommen müssen. Als spezialisiertes Pendant der Feldartillerie war die Gebirgsartillerie Divisionsartillerie und ist heute Brigadeartillerie der Gebirgstruppen. (In nachfolgender Liste sind in Klammern zuletzt auch die jeweils letzten oder aktuellen Unterstellungsverhältnisse vermerkt.)
- 1. GArtR. „TAURINENSE“ (Turin, 1887 – Fossano) (1975–1992 „AOSTA“; Brigade Taurinense)
- 2. GArtR. „TRIDENTINA“ (Bergamo, 1915 – Trient, 2015) (bis 1926 3. GArtR., ab 1975 „VICENZA“, ab 1992 SFArtR.; Artilleriekommando)
- 3. GArtR. „JULIA“ (Conegliano, 1909 – Remanzacco) (bis 1926 2. GArtR., 1975–1992 „CONEGLIANO“; Brigade Julia)
- 4. GArtR. „CUNEENSE“ (Cuneo, 1934 – Susa, 1991) (1975–1991 „PINEROLO“; Brigade Taurinense)
- 5. GArtR. „PUSTERIA“ (Belluno, 1935 – Meran, 2001) (1975–1992 „BERGAMO“; Brigade Tridentina)
- 6. GArtR. „ALPI GRAIE“ (Ivrea, 1941 – Belluno, 1995) (1975–1992 „LANZO“; Brigade Cadore)

In der Zeit von 1975 bis 1992 standen die oben gelisteten Gebirgsartillerie-Abteilungen in direkter Nachfolge der aufgelösten Regimenter. Daneben waren jedoch weitere, nunmehr selbständige Abteilungen dieser Regimenter aktiv, die in dieser Regimentsliste nicht angegeben sind.

### Panzerartillerie
In der italienischen Artillerie können Regimenter der Feldartillerie oder der schweren Feldartillerie gepanzert, also mit Panzerhaubitzen ausgerüstet sein. Bis 2001 führten sie in diesen Fällen die Zusatzbezeichnung semovente, was „selbstfahrend“ oder englisch self-propelled bedeutet (Selbstfahrlafette). Regimenter, und vor allem zu selbständigen Abteilungen (Bataillone, 1975–1992) verkleinerte Regimenter dieser Art gab es im Kalten Krieg etliche. Sie sind bei ihren jeweiligen Untergattungen gelistet. Originäre Panzerartillerie-Regimenter (PArtR.) (artiglieria corazzata) wurden ab Ende der 1930er Jahre für die wenigen italienischen Panzerdivisionen gebildet, deren Nummern und Namen sie erhielten.
- 131. PArtR. „CENTAURO“ (Cremona, 1939 – Foggia, 2001) (ab 1975 gepanzerte SFArt-Abteilung, ab 1992 gepanzertes FArtR.; Brigade Pinerolo)
- 132. PArtR. „ARIETE“ (Rovereto, 1939 – Maniago) (1976–1993 „ROVERETO“ und gepanzerte SFArt-Abteilung bis 1981, bis 1993 SFArt., gepanzertes FArtR. bis 2002; Brigade Ariete)
- 133. PArtR. „LITTORIO“ (1939 – 1942, Feldersatz für 132.)
- 134. PArtR. „FRECCIA“/„EFTF“ (1942 – 1943) (Umrüstung abgebrochen, motorisiert)
- 135. PArtR. „ARIETE II“ (1943) (im Zug der Neuaufstellung der Division in Italien)
- 136. PArtR. „GGFF“/„CENTAURO II“ (1942 – 1943) (Nordafrika, Neuaufstellung in Italien)
- 235. PArtR. „ARIETE II“ (1943) (im Zug der Neuaufstellung der Division in Italien, Sturmgeschütz-Regiment)
- 236. PArtR. „CENTAURO II“ (wie 235, Aufstellung im September 1943 abgebrochen)

Bei Aufstellung der ersten Regimenter waren diese keine Panzerartillerie-Regimenter im heutigen Sinn, sondern Artillerieregimenter für Panzerdivisionen und als gezogene, ungeschützte Artillerie zunächst nur motorisiert. Im Verlauf des Zweiten Weltkrieges wurden dann Geschütze fest auf Lkw installiert (90/53 auf Lancia 3Ro) und Sturmgeschütze (Semovente 75/18) in Dienst gestellt. Nach dem Krieg wurden zwei Panzerartillerie-Regimenter zeitweise auch als (gepanzerte) (schwere) Feldartillerie-Regimenter/Abteilungen geführt (insbesondere als Divisionstruppen in Divisionen, die in Brigaden gegliedert waren).

### Luftlandeartillerie
Erste Luftlandeartillerie-Batterien wurden ab August 1941 aufgestellt. 1942 entstanden zwei Fallschirm-Artillerie-Regimenter (FAR), erst für die 185. Fallschirmjäger-Division Folgore und dann für die 184. Division Nembo. Auch hier erhielten die beiden Regimenter Nummern und Namen ihrer jeweiligen Division. Nach dem Krieg hatten auch diese Regimenter zeitweise andere Rollen.
- 184. FAR. „NEMBO“ (Pisa, 1942 – Gradisca d’Isonzo, 1996) (1976–1991 „FILOTTRANO“ und gepanzerte SFArt-Abteilung, danach gepanzertes FArtR.)
- 185. FAR. „FOLGORE“ (Tarquinia, 1942 – Bracciano) (1975–1992 „VITERBO“, 2000–2013 Fernspäher; Brigade Folgore)

### Flugabwehr-Artillerie
Erste Flugabwehreinheiten entstanden kriegsbedingt 1915, die im weiteren Verlauf zu Verbänden auf Regimentsebene (raggruppamenti) zusammengefasst und bis 1920 wieder aufgelöst wurden. Von 1926 bis 1930 hatte jedes Armeekorps einen Flugabwehrverband auf Regimentsebene (centro artiglieria controaerei). Im Jahr 1930 entstanden daraus neben fünf schweren Artillerieregimentern fünf Regimenter, die bei der Heeresflugabwehr blieben (FlaArtR.). Ansonsten übernahm die faschistische Miliz die territoriale Flugabwehr.
- 1. FlaArtR. (Rom, 1926 – Anzio, 1961) (8. bis 1930, 1934–43 in Vercelli)
- 2. FlaArtR. (Neapel, 1926 – Ravenna, 1996) (10. bis 1930, 1951–61 in Savona)
- 3. FlaArtR. (Florenz, 1926 – Rovigo, 2001) (7. bis 1930)
- 4. FlaArtR. (Peschiera del Garda, 1926 – Mantua) (4. bis 1930, 1934–1943 in Mantua)
- 5. FlaArtR. (Pescara, 1926 – Rovigo, 2011) (9. bis 1930, 1934–43 in Padua)

Die Regimenter der Heeresflugabwehr wurden im Einsatz Armee- oder Korpskommandos direkt unterstellt, und auch nach dem Zweiten Weltkrieg blieben sie in einem Heeresflugabwehrkommando separat organisiert. Im Zweiten Weltkrieg gab es vorübergehend nochmals territoriale Flugabwehrverbände des Heeres mit der Bezeichnung raggruppamento. Davon abgesehen gab es in den Korps- und Divisionstruppen Flugabwehreinheiten, zunächst als Teil der (schweren) Feldartillerie-Regimenter, später in der Form selbständiger Abteilungen (Bataillone). Regimenter anderer Untergattungen, die im Lauf der Zeit zu Flugabwehrregimentern umgegliedert wurden, sind in bei ihrer ursprünglichen Untergattung gelistet (Feldartillerie-Regimenter 17, 18, 121; 8. schweres Feldartillerie-Regiment), die fünf im Jahr 1930 abgegebenen Regimenter bei der schweren Artillerie.

### Vereinheitlichung
Seit 2002 kennt die italienische Artillerie offiziell nur mehr zwei Untergattungen: die „Landartillerie“ und die „Flugabwehrartillerie“. Im Bereich der „Landartillerie“ bedeutet dies, dass bei den Regimentsbezeichnungen die traditionellen Zusatzbezeichnungen wie Feldartillerie, Panzerartillerie oder schwere Artillerie entfallen sind und nur noch von artiglieria terrestre die Rede ist. Diese Vereinheitlichung hat jedoch keinen Einfluss auf die Nummerierung oder die Geschichte der Regimenter. Wegen dieser neuen, vereinfachten Nomenklatur könnten heute theoretisch zwei oder mehr Artillerie-Regimenter (unterschiedlicher historischer Untergattungen) mit identischer Nummer und Ausrüstung bestehen, die auf den ersten Blick nur noch durch ihre Beinamen unterscheidbar wären. Wegen der geringen Anzahl der noch verbliebenen Artillerie-Regimenter und der Auflösung aller originären Regimenter der schweren Feldartillerie (eine Ausnahme seit 2023) und der schweren Artillerie ergeben sich solche Probleme in der Praxis derzeit nicht; mit der einheitlichen artiglieria terrestre scheint man wieder zur einheitlichen durchgehenden Nummerierung der 1860er Jahre zurückfinden zu wollen.
Die verbliebenen Regimenter der Landartillerie unterstehen heute dem Artilleriekommando in Bracciano oder den einzelnen Kampfbrigaden. Die Flugabwehrverbände sind beim Heeresflugabwehrkommando in Sabaudia konzentriert, das bis 2009 seinen Sitz in Padua hatte. Die seit 1976 ebenfalls zur Artillerie gehörende ABC-Abwehr hat seit 1998 einen einzigen Verband, das 7. ABC-Abwehr-Regiment Cremona (ehemals 7. Feldartillerie-Regiment) in Civitavecchia, das ebenfalls dem Artilleriekommando untersteht. Das Personal der Landartillerie wird an der Artillerieschule in Bracciano ausgebildet, das der Flugabwehr an der Heeresflugabwehrschule in Sabaudia und das der ABC-Abwehr an einer Schule der Streitkräfte in Rieti.
Ausgemustert wurden bei der Artillerie nach dem Ende des Kalten Krieges 320 Oto Melara M-56, 36 M107, 36 M110, 423 M114, 36 M115, 120 Lance, 283 M109 sowie ein Teil der 164 FH70. Im Bereich der Flugabwehr wurden alle 16 Hawk-Batterien aufgelöst oder umgerüstet.
Die derzeit wichtigsten Waffensysteme der italienischen Artillerie sind der Raketenwerfer MLRS (19 von 22 gelieferten) und die Panzerhaubitze 2000 (62 von ehemals 70) sowie das Flugabwehrsystem SAMP/T (24 Systeme).
Siehe auch:
- Italienisches Heer, Artillerie
- Italienisches Heer, Truppengattungen
- Italienisches Heer, Artillerie- und Flugabwehrkommando

## Pioniere

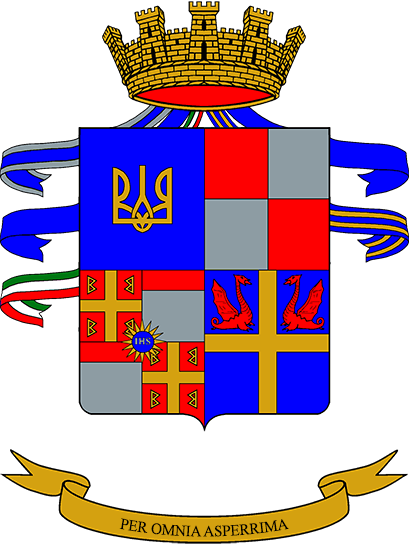
Wappen 2. Pionierregiment

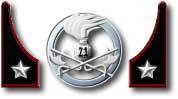
Kragenspiegel und Emblem 21. Pionierregiment

Im Militär der Savoyer hatten Ingenieure, Festungsbaumeister und deren Fachpersonal lange Zeit einen zivilen Status. Am 20. Dezember 1726 wurden sie jedoch militarisiert und in die Artillerie eingegliedert. Die Militäringenieure nahm man am 4. Juli 1752 aus der Artillerie heraus und bildete mit ihnen ein separates Ingenieurkorps, das ab dem 11. Juni 1775 die Bezeichnung „Königliches Ingenieurkorps“ führte. Leitende oder Erste Ingenieure gab es seit 1675, erster Leiter des selbständigen Ingenieurkorps wurde 1752 der Festungsbaumeister Ignazio Bertola. Sappeure und Mineure gehörten seinerzeit weiterhin zur Artillerie. Für Festungsarbeiten, den Bau von Feldlagern und andere Pionieraufgaben bestand von 1775 bis 1793 die regimentsstarke Legione Accampamenti und dann bis 1798 das Corpo dei guastatori, in denen es auch Pontonier-Einheiten gab. Nach dem napoleonischen Intermezzo entstand das Ingenieurkorps 1814 wieder; zwei Jahre später, am 1. Mai 1816, ging es mit einem neuen Sappeurbataillon (einschließlich einer Mineurkompanie) in der neuen Genietruppe Corpo Reale del Genio auf. Am 29. September 1848 wurde das Sappeurbataillon zu einem Regiment vergrößert. Ab dem Jahr 1860 integrierte man die Genietruppen anderer italienischer Staaten und bildete zunächst zwei Regimenter. Um 1910 verfügte die Genietruppe Italiens zwei Sappeur- (1. und 2.), ein Telegrafen- (3.), ein Pontonier- (4.), ein Mineur- (5.) und ein Eisenbahnpionierregiment (6.) sowie ein Unterstützungs- und ein Fliegerbataillon, aus dem im weiteren Verlauf die italienischen Luftstreitkräfte hervorgingen. Im Lauf des Ersten Weltkriegs mobilisierten die genannten Regimenter zahllose Bataillone und selbständige Kompanien, auch anderer Untergattungen. 1918 kamen ein zusätzliches Telegrafen- (7.) und ein amphibisches Regiment (8. Lagunari) dazu. In den ersten Nachkriegsjahren wurde im Rahmen einer Neuordnung die bisherige durchgehende Nummerierung der Regimenter aufgegeben. Ab 1922 wurde für jedes Armeekorps jeweils mit dessen Nummer ein gemischtes Pionierregiment (PioR.) aufgestellt. Zusätzlich behielt man 1919 je ein nicht nummeriertes Regiment Telegrafen (TPioR.), Brückenpioniere (BPioR.), Mineure (MinR.) und Eisenbahnpioniere (EPioR.). Während 1922 das Mineurregiment aufgelöst wurde, bildete man aus den anderen Regimentern 1926 zwei Telegrafen-, 1932 wieder zwei Mineur- und 1933 zwei Brückenpionier-Regimenter mit jeweils eigener Nummerierung (1 und 2). Die beiden Telegrafenregimenter löste man bereits 1932 wieder auf und gab ihre Einheiten an die gemischten Pionierregimenter der Armeekorps ab. Die Eisenbahnpioniere blieben unverändert in einem Regiment. Auch im Zweiten Weltkrieg blieben die Regimenter der Pioniertruppe als administrative Stellen in der Regel an ihren Standorten und stellten zahllose Verbände für Großverbände auf, darunter regimentsstarke raggruppamenti genio (Korpstruppen) und selbständige Bataillone (Divisionstruppen).
- 1. PioR. (Vercelli, 1926 – Trient, 1995) (bis 1943 in Turin; hat Tradition des 1. Sappeurregiments von 1860 übernommen; 1976–1991 1. Mineurbataillon „GARDA“)
- 2. PioR. (Turin, 1922 – Trient) (bis 1926 1., 1926–1943 in Casale Monferrato; hat Tradition des 2. Sappeurregiments von 1860 übernommen; 1975–1995 2. Mineurbataillon „ISEO“; Brigade Julia)
- 3. PioR. (Lodi, 1922  – Udine) (bis 1926 2., 1926–1943 in Pavia; 1955–1975 Sperrverband im Friaul, 1976–1992 „VERBANO“; Brigade Pozzuolo del Friuli)
- 4. PioR. (Verona, 1922 – Palermo) (bis 1926 3., bis 1943 in Bozen; 1975 bis 1993 „ORTA“ in Trient; Brigade Aosta)
- 5. PioR. (Triest, 1922 – Macomer) (hat Tradition des 5. Mineurregiments von 1895 übernommen; 1976–2001 „BOLSENA“; Brigade Sassari)
- 6. PioR. (Bologna, 1922 – Rom) (bis 1926 4.; 1976–1993 „TRASIMENO“; Pionierkommando)
- 7. PioR. (Florenz, 1922  – Motta di Livenza) (bis 1926 6.; 1943 in Florenz aufgelöst, 2024 als CIMIC-Regiment reaktiviert; Brigade Taktische Informationen)
- 8. PioR. (Rom, 1922 – Legnago) (bis 1926 7.; hat Tradition des 8. Luftlandepionier-Bataillons übernommen; Brigade Folgore)
- 9. PioR. (Trani, 1922 – Trani, 1943) (bis 1926 ebenfalls 9.)
- 10. PioR. (Capua, 1922 – Cremona) (bis 1926 8.; 1975–1993 „LARIO“; Brigade Ariete)
- 11. PioR. (Treviso, 1928 – Foggia) (ab 1958 Pio-Bataillon „ARIETE“, 1975–1993 „LIVENZA“; Brigade Pinerolo)
- 12. PioR. (Palermo, 1922 – Palermo, 1943) (bis 1926 10., bis 1927 11.)
- 13. PioR. (Cagliari, 1938 – Cagliari, 1943) (aus gemischtem Pionierbataillon auf Sardinien entstanden)
- 14. PioR. (Belluno, 1940 – Belluno, 1943) (für XIV. Korps)
- 15. PioR. (Chiavari, 1940 – Chiavari, 1943) (für XV. Korps)
- 20. PioR. (1937 – 1941) (für XX. Korps in Tripolis)
- 21. PioR. (Trani, 1937 – Caserta) (für XXI. Korps in Bengasi, bis 1942; ab 1953–1993 21. Bataillon, ab 1975–1993 „TIMAVO“; Brigade Garibaldi)
- 26. PioR. (Tirana, 1939 – Tirana, 1942) (für XXVI. Korps in Albanien)
- 32. PioR. (Turin, 2004 – Fossano) (1941–1942 32. Kampfpionierbataillon, dann in 31. bis 1943; Brigade Taurinense)
- 1. TPioR. (Vercelli, 1926 – Vercelli, 1932) (stand in Nachfolge des 3. TPioR von 1883 und des einzigen TPioR von 1919; 1932 Bataillone an gemischte PioR. abgegeben)
- 2. TPioR. (Florenz, 1926 – Mailand, 1932) (stand in Nachfolge des 7. TPioR von 1918, 1926 Teilung des einzigen TPioR von 1919; 1932 Bataillone an gemischte PioR. abgegeben)
- 1. BPioR. (Verona, 1933 – Verona, 1943) (wie 2. aus BPioR. von 1919 hervorgegangen, Nachfolger des 4. Pontonierregiments von 1883)
- 2. BPioR. (Piacenza, 1933 – Piacenza) (in einer Linie mit dem 1883 in Piacenza aufgestellten 4. Pontonierregiment; Pionierkommando)
- 1. MinR. (Novi Ligure, 1932 – Novi Ligure, 1943) (1976–1991 1. Mineurbataillon „GARDA“ in Udine, keine direkte Nachfolge da Truppenfahne 1. PioR.)
- 2. MinR. (Verona, 1932 – Verona, 1943) (1975–1995 2. Mineurbataillon „ISEO“ in Bozen, davor und danach 2. PioR.)
- EPioR. (Turin, 1910 – Bologna) (Pionierkommando)

Ende 1952 ging aus der Pioniertruppe die neue Fernmeldetruppe hervor. Bis 1975 bestanden neben kleineren Einheiten drei Pionierregimenter (1., 2., 5.), ein Sperrverband (3.), ein Brückenpionier- und ein Eisenbahnpionierregiment. Im Zug der Heeresreform von 1975 schaffte man die Regimenter bis auf wenige Ausnahmen ab, 1992 nahmen die verbliebenen Bataillone wieder die Bezeichnung Regiment an. Bis heute wird die Truppe in Italien Genietruppe oder Arma del genio genannt, mit den Untergattungen genio pionieri (Pioniere), genio guastatori (Kampfpioniere), genio pontieri (Brückenpioniere) und genio ferrovieri (Eisenbahnpioniere). Mineure und andere Untergattungen sind derzeit nicht mehr vorhanden. Regimenter, die im Bereich der Gebirgs- oder der Luftlandetruppen aktiv sind, können entsprechende Namenszusätze führen (Gebirgs- oder Fallschirm-Kampfpioniere) und orientieren sich auch hinsichtlich der Uniformen an deren Eigenarten (Kopfbedeckungen und Kragenspiegel).
Seit 1980 besteht wieder ein sehr kleines, separates Ingenieurkorps, das ausschließlich aus Ingenieuroffizieren besteht und in den Bereichen Forschung und Entwicklung, Materialbeschaffung, Instandhaltungswesen und Ausbildung aktiv ist.
Siehe auch:
- Italienisches Heer, Truppengattungen
- Italienisches Heer, Pionierkommando

## Fernmeldetruppe

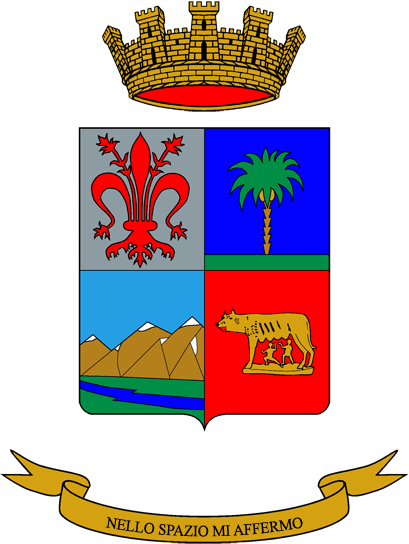
Wappen 3. Fernmelderegiment

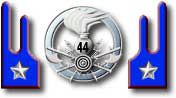
Kragenspiegel und Emblem 44. Fernmelderegiment

Ein erster militärischer Telegrafendienst wurde am 12. September 1860 eingerichtet. In den Jahren danach entstanden bei den beiden bestehenden Pionierregimentern erste Telegrafenkompanien, die 1883 vom neuen 3. Pionierregiment in Florenz übernommen wurden. Das Jahr 1883 gilt als Gründungsjahr der italienischen Telegrafentruppe, die seinerzeit Teil der Pioniertruppe war. 1895 benannte man das 3. Pionierregiment in 3. Telegrafen-Pionier-Regiment um, das in vier Telegrafenbataillone und ein Unterstützungsbataillon gegliedert war. Im Verlauf des Ersten Weltkrieges stellte das Regiment mit Unterstützung des 1918 gebildeten 7. Telegrafen-Pionier-Regiments insgesamt 68 Telegrafenkompanien auf, die anderen Verbänden zur Unterstützung zugeteilt wurden. Ab 1919 gab es nur noch ein (nicht nummeriertes) Telegrafenregiment, aus dem 1926 das 1. und das 2. Telegrafenregiment entstanden, die 1932 aufgelöst wurden. Ihre Bataillone oder Kompanien gingen an andere, gemischte Pionierregimenter und an andere höhere Stäbe. Nach dem Zweiten Weltkrieg gab es bis 1992 zahlreiche selbständige Fernmeldebataillone als Teil von Divisionstruppen und Korpstruppen sowie zur Unterstützung anderer höherer Kommandostellen; diese Bataillone hatten eine eigene Nummerierung und waren ab 1975 meist nach Gebirgspässen benannt. Seit 1992 bestehen wieder Fernmelderegimenter, die entweder die Nummern der Regimenter aus der Zeit vor 1932 führen, oder die Nummern von ehemals selbständigen Fernmeldebataillonen. Die Fernmeldetruppe (Arma delle trasmissioni) wurde Ende 1952 aus der Pioniertruppe ausgegliedert, in administrativer Hinsicht erhielt sie die volle Unabhängigkeit jedoch erst am 30. Dezember 1997. Die Truppe besteht heute aus zwei Untergattungen: „Telematik“ (Einsatzunterstützung, nationale Infrastruktur) und „Elektronische Kampfführung“.
Die Fernmelderegimenter (FMR.) 1 und 2 stehen in der Nachfolge der beiden 1926 aufgestellten und 1932 aufgelösten Telegrafenregimenter der Pioniertruppe, die Regimenter 3 und 7 in der Nachfolge der (Telegrafen-)Pionierregimenter 3 und 7, die 1883 und 1918 aufgestellt und 1919 aufgelöst wurden. Zwei Sonderverbände mit den Nummern 13 und 41 wurden nach dem Kalten Krieg aus der Artillerie übernommen. Die ehemals selbständigen Fernmeldebataillone (FmBtl.) aus der Zeit des Kalten Krieges, die ab 1992 nicht zu Regimentern wurden, sind hier nicht oder nur am Rande berücksichtigt; einige von diesen Bataillonen unterstehen den heutigen Regimentern.
- 1. FMR. (1926 – Mailand) (2 Btl., dem NATO Rapid Deployable Corps – Italy unterstellt; 1975: 3. FmBtl. „Spluga“, III. Korps)
- 2. FMR. (1926 – Bozen) (2 Gebirgsfernmelde-Btl., Einsatzunterstützung; 1975: 4. FmBtl. „Gardena“, IV. Korps)
- 3. FMR. (1883 – Rom) (3 Btl., nationale Infrastruktur; 1975: 10. FmBtl. „Lanciano“, Generalstab)
- 7. FMR. (1918 – Sacile) (2 Btl., Einsatzunterstützung; 1975: 5. FmBtl. „Rolle“, V. Korps)
- 11. FMR. (1940 – Civitavecchia) (2 Btl., Einsatzunterst.; 1940 XI. FmBtl., 1975: 11. FmBtl. „Leonessa“, Generalstab)
- 13. FmBtl. (1960 – Anzio) (HUMINT; ehem. 13º Gruppo Acquisizione Obiettivi – GRACO)
- 32. FMR. (1953 – Padua) (2 Btl., nat. Infrastruktur.; 1953–1972 FmBtl. Stab 3. Armee in Padua, 1975: 32. FmBtl. „Valles“, V. Korps)
- 33. FMR. (1975 – Treviso) (1 Btl., Elektronische Kampfführung; 1975: 33. ElokaBtl. „Falzarego“, V. Korps)
- 41. FMR. (1915 – Sora) (1 Btl., Gefechtsfeldüberwachung; ehem. ArtRgt., nicht ehem. 41. FmBtl. „Frejus“)
- 43. FMR. (1958 – Florenz, 1998) (ehem. 43. FmBtl. „Abetone“ des Territorialkommandos Florenz, derzeit als FmBtl. Teil des 3. FMR.)
- 44. FMR. (1957 – Rom) (Unterstützungsverband; ehem. 44. FmBtl. „Penne“ des Territorialkommandos Rom, 1993–2017 44. FMR., seither wieder FmBtl.)
- 45. FMR. (1957 – Neapel, 2001) (ehem. 45. FmBtl. „Vulture“ des Territorialkommandos Neapel, derzeit als FmBtl. Teil des 46. FMR.)
- 46. FMR. (1975 – Palermo) (2 Btl., nat. Infrastruktur; ehem. 46. FmBtl. „Mongibello“ des Territorialkommandos Sizilien)
- 184. FMR. (1944 – Treviso) (Unterstützungsverband; bis 1986 FmBtl. der InfDiv. „Folgore“, dann V. Korps, 1999–2017 184. FMR., seither wieder 184. FmBtl. „Cansiglio“)
- 232. FMR. (1958 – Avellino) (2 Btl.; Einsatzunterst.; 1958 232. FmBtl. „Ariete“, 1975 232. FmBtl. „Fadalto“, 1991–2004 inaktiv)

Mit Ausnahme des 1. Fernmelderegiments des NRDC und der beiden Unterstützungsbataillone 44 und 184 (bis 2017 Regimenter), die dem Logistikkommando des Heeres unterstehen, werden alle Regimenter und die Fernmeldeschule in Cecchignola bei Rom vom Fernmeldekommando geführt.
Siehe auch:
- Italienisches Heer, Truppengattungen

## Logistiktruppe

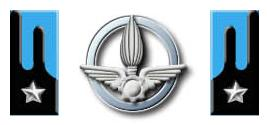
Kragenspiegel und Emblem der Logistiktruppe (ohne Sanitäter)

Obwohl es im italienischen Heer mehrere ältere Versorgungs- und Train-Einheiten gab, gelten diese nicht als Ursprung der heutigen Logistiktruppe. Letztere entstand im Jahre 1902, zunächst in Form einer kleinen motorisierten Einheit der Eisenbahnpioniere, die am 1. September 1906 die Bezeichnung „Kraftfahrsektion“ (Sezione Automobilisitica; 1926: Servizio Automobilistico) annahm. Aus ihr entstand 1935 das selbständige Kraftfahrkorps (Corpo Automobilisitico), das von seinen 37.000 Fahrzeugen wegen der italienischen Feldzüge in Spanien und Ostafrika bis 1940 etwa 14.300 Fahrzeuge verlor oder abgab (an Franco). Ab dem Jahr 1920 erhielt jedes Armeekorps mit dessen jeweiliger Nummer einen Transportverband mit der Bezeichnung centro automobilistico; 1942 wurde daraus vorübergehend jeweils ein Transportregiment (reggimento autieri). Nach dem Zweiten Weltkrieg entstanden diese Transportverbände (TV.) unter der Bezeichnung centro autieri 1947 wieder; jedes Territorialkommando und jedes der (drei bzw. vier) Korps hatte wiederum einen solchen Verband. Bis 1964 wechselte die Bezeichnung in autogruppo oder autoreparto; ab den 1980er Jahren gingen aus diesen Verbänden Transportbataillone (TBtl.) und Logistikbataillone (LBtl.) hervor, die dann in den 1990er Jahren wieder zu Regimentern (TR./LR.) vergrößert wurden.
- 1. TV. (Turin, 1920 – Rivoli) (1990: 1. TBtl. „Monviso“, 1998: 1. TR. „Monviso“, 2001: 1. LR., 2015: LR. „Taurinense“)
- 2. TV. (Alessandria, 1926 – Genua, 1957) (zu gemischter Einheit herabgestuft und von 1. in Turin übernommen; zuletzt II. Territorialkommando in Genua)
- 3. TV. (Mailand, 1920  – Mailand, 1982) (bis 1926 2.; 1976: 3º Autogruppo “Fulvia”, 1982 in 3. LBtl. aufgegangen; III. Korps in Mailand)
- 4. TV. (Verona, 1920 – Eppan, 1982) (bis 1926 3.; 1976: 4º Autogruppo “Claudia”, 1982 in 4. LBtl. aufgegangen; IV. Korps in Bozen)
- 5. TV. (Triest, 1920 – Treviso, 1983) (1976: 5º Autogruppo “Postumia”, 1983 in 5. LBtl. aufgegangen; V. Korps in Vittorio Veneto)
- 6. TV. (Bologna, 1920 – Bologna, 1957) (bis 1926 4.; 1957 von 7. in Florenz und von VI. Korps in Bologna bis Auflösung 1972 übernommen)
- 7. TV. (Florenz, 1920  – Florenz, 1996) (bis 1926 6.; 1991–1996 7. TBtl. „Monte Amiata“; zuletzt Militärregion Toskana-Emilia)
- 8. TV. (Rom, 1920 – Rom) (bis 1926 7.; 1984: 8. TBtl. „Casilina“, 1998 Rgt.; Logistikkommando des Heeres)
- 9. TV. (Bari, 1920 – Bari, 1957) (zu gemischter Einheit herabgestuft und von 10. in Neapel übernommen; zuletzt IX. Territorialkommando in Bari)
- 10. TV. (Neapel, 1920 – Bari) (bis 1926 8.; 1987: 10. TBtl. „Appia“, 2001: 10. TR., 2015: LR. „Pinerolo“)
- 11. TV. (Udine, 1928 – Palermo, 1998) (ab 1947 in Palermo, 1987–1998 11. TBtl. „Etnea“; zuletzt Militärregion Sizilien)
- 12. TV. (Palermo, 1922 – Cagliari, 1996) (bis 1926 10., bis 1927 11., ab 1947 11., siehe dort; nach 1947 12. in Cagliari; zuletzt Militärregion Sardinien)
- 13. TV. (Cagliari, 1920 – Cagliari, 1943) (bis 1927 12.; für XIII. Korps auf Sardinien)
- 14. TV. (Treviso, 1940 – Verona, 1996) (für XIV. Korps; 1943–1976 inaktiv, dann 14º Autogruppo “Flavia”, 1991–1996 14. TBtl. „Flavia“; zuletzt Militärregion Nordost)
- 15. TV. (Savona, 1940 – Chiavari, 1943) (für XV. Korps)
- 20. TV. (1937 – 1941) (für XX. Korps in Tripolis)
- 21. TV. (1938 – 1942) (für XXI. Korps in Bengasi)
- 26. TV. (1940 – 1942) (für XXVI. Korps in Albanien)

Grundsätzlich hatten italienische Großverbände und sonstige höhere Kommandostellen in ihren jeweiligen Unterstützungstruppen neben Transporteinheiten des Corpo Automobilistico separate Nachschub-, Instandsetzungs- und Sanitätseinheiten. Als 1975 für Brigaden und Divisionen Logistikbataillone aufgestellt wurden, und 1981 auch innerhalb der Korpstruppen, führte dies zu einem Zusammenschluss der genannten Unterstützungseinheiten innerhalb der neuen Logistikbataillone. Ausnahmen bildeten die (meist gekaderten) Sanitätsbataillone und -kompanien der Divisionen, Korps und Territorialkommandos (ab 1957 Militärregionen) sowie die (oben gelisteten, ohne 3., 4., 5.) Transportverbände der Militärregionen, die erst zu Transportbataillonen und dann zum Teil zu Transportregimentern wurden.
Am 30. Dezember 1997 erhielt die Logistiktruppe den Status einer Waffengattung (Arma dei trasporti e dei materiali, kurz „Tramat“ genannt), womit man ihrer fundamentalen Bedeutung bei den zahlreichen Auslandseinsätzen Rechnung trug. Im Jahr 2001 wurden die Logistikbataillone der Brigaden mit den Transport- und Logistikverbänden der höheren Führungsebenen in Transport- und Logistikregimentern zusammengefasst und einer Logistikbrigade unterstellt. 2013 machte man diesen Schritt größtenteils wieder rückgängig und unterstellte neun von elf Kampfbrigaden jeweils ein Logistikregiment, seit 2015 mit dem Namen der jeweiligen Brigade. Nachstehend eine Liste mit den Logistikregimentern der Brigaden (in Klammern Hinweise zu den Ursprüngen der Regimenter).
- LR. „Taurinense“ (Rivoli) (in Nachfolge des 1. TV von 1920, 1990: 1. TBtl. „Monviso“, 1998: 1. LR, 2015: LR „Taurinense“; auch Nachfolge LBtl. „Taurinense“ von 1975–2001)
- LR. „Julia“ (Meran) (1982: 4. LBtl. des IV. Korps, 1986: 24. LBtl. „Dolomiti“, 1994: 24. LR. „Dolomiti“, 2015: LR. „Julia“; auch Nachfolge LBtl. „Orobica“ von 1975–1991)
- LR. „Ariete“ (Maniago) (1975: LBtl. „Manin“, 1986–2015: LBtl. „Ariete“, ausnahmsweise 2001 nicht aufgelöst, 2015: LR. „Ariete“)
- LR. „Pozzuolo del Friuli“ (Remanzacco) (1976: LBtl. „Mantova“ der gleichnamigen Division, 1986: LBtl. „Carso“ des V. Korps, 1994: 8. LR. „Carso“, 2001–2015: 8. TR.)
- LR. „Folgore“ (Pisa) (1975–2001 LBtl. „Folgore“, 2001–2015 6. LR.)
- LR. „Garibaldi“ (Persano) (1975–2001 LBtl. „Garibaldi“, 2001–2015 10. LR)
- LR. „Pinerolo“ (Bari) (in Nachfolge des 10., bis 1926 8., TV. und des 10. TBtl. „Appia“ von 1987, 2001–2015: 10. TR.)
- LR. „Aosta“ (Palermo) (Neuaufstellung 2015; in Nachfolge des 2002 aufgelösten LBtl. „Aosta“ der gleichnamigen Brigade)
- LR. „Sassari“ (Cagliari) (Neuaufstellung 2019; in Nachfolge des LBtl. „Cremona“ der gleichnamigen Brigade und Division, die 1941–1944 auf Sardinien stationiert war)

Einige Unterstützungs-, Transport- und Logistikregimenter haben Sonderaufgaben und unterstehen weiterhin höheren Führungsebenen. Dem Generalstab der Streitkräfte in Rom untersteht für den zentralen und ministeriellen Bedarf ein Unterstützungsregiment der Streitkräfte (URS.), das zeitweise die Bezeichnung 10. Transportverband „Salaria“ trug, aber keinen historischen Bezug zum 10. Transportverband von 1920 (Neapel) hat. Dem Heeresgeneralstab ist für dessen Bedarf das 11. Transportregiment „Flaminia“ zugeordnet, das wiederum keinen historischen Bezug zu dem früheren 11. Transportverband von 1928 (Udine/Palermo) hat. Dem Logistikkommando des Heeres (COMLOG) in Rom untersteht ebendort das 8. Transportregiment „Casilina“, in direkter Nachfolge des 8. Transportverbands von 1920. Hinzu kommt ein großes Übernahme- und Verteilerregiment (ÜVR., reception, staging and onward movement, kurz RSOM) sowie das 6. Logistikregiment, die grundsätzlich für die Korps- und die Divisionsebene sowie für Auslandseinsätze zuständig sind. Für das NATO Rapid Deployable Corps – Italy mit Sitz bei Mailand besteht das 33. Unterstützungsregiment „Ambrosiano“, dessen Geschichte sich auch auf den 3. Transportverband von 1920 (Mailand) zurückführen lässt.
- URS. (Rom) (1948: Autogruppo del ministero della difesa, 1976: 10º Autogruppo interforze “Salaria”, 2003: Rgt. di manovra interforze; Ministerium)
- 11. TR. (Rom) (1948: Autogruppo stato maggiore esercito, 1976: 11º Autogruppo “Flaminia”, 1998: 11. TBtl. „Flaminia“, 2014: Rgt.; Heeresgeneralstab)
- 8. TR. (Rom) (in Nachfolge des 8. TV von 1920, 1984: 8. TBtl. „Casilina“, 1998 Rgt.; COMLOG)
- ÜVR. (Bellinzago Novarese) (1976: LBtl. „Curtatone“, 1987: LBtl. „Centauro“, 2001: 1. TR, 2015: ÜVR.; COMLOG/SPT)
- 6. LR. (Budrio) (1975–2001 LBtl. „Friuli“, 2001 6. TR, 2015 LR. „Friuli“, 2016 6. LR; COMLOG/SPT)
- 33. UR. (Solbiate Olona) (1982: 3. LBtl. des III. Korps, 1986: 33. LBtl. „Ambrosiano“, 1993: 33. LR. „Ambrosiano“, 2002: UR NRDC-ITA, 2022: 33. LR. „Ambrosiano“; NRDC–ITA)

Das Logistikkommando (COMLOG) des Heeres in Rom führt im Bereich der territorialen Logistik auch die Fernmelde-Unterstützungsbataillone 44 und 184, ein Militärhundezentrum sowie Instandsetzungszentren in Piacenza, Nola (schwere Waffen), Terni (leichte Waffen) und Rom (Telekommunikationswesen) sowie verschiedene Sanitätseinrichtungen. Dem logistischen Unterstützungskommando von COMLOG, zuständig für die Einsatzlogistik, unterstehen neben dem Übernahme- und Verteilerregiment in Bellinzago Novarese (2 Bataillone in Bellinzago, 2 in Bari) und dem 6. Logistikregiment in Budrio (2 Bataillone) auch vier Sanitätsbataillone in Turin, Bellinzago, Rom und Persano. Sanitätsregimenter hat es im italienischen Heer nie gegeben.
Siehe auch:
- Italienisches Heer, Truppengattungen
- Italienisches Heer, Logistisches Unterstützungskommando
- Ispettorato generale della sanità militare

## Heeresflieger

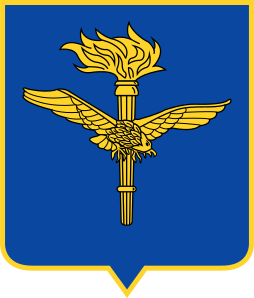
Wappen AVES

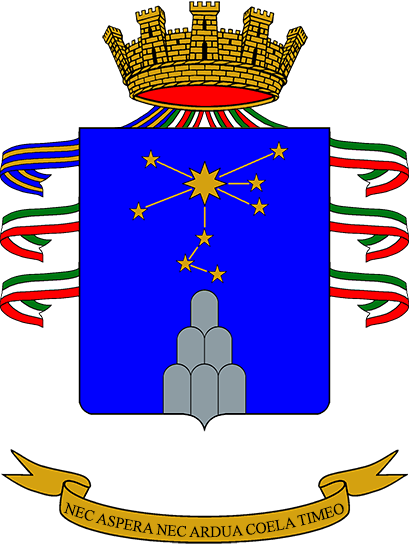
Wappen 4. Heeresfliegerregiment

Die italienischen Heeresflieger (Aviazione dell’Esercito, kurz AVES) entstanden in ihrer modernen Version in den 1950er Jahren, zunächst als Teil der Artillerietruppe. Nach einem starken Ausbau in den 1960er Jahren erhielten sie ab 1975 Verbände auf Regimentsebene (ragruppamenti). Die drei Korps des Feldheeres in Norditalien erhielten jeweils ein gemischtes Regiment, ein weiteres Regiment blieb zusammen mit dem Ausbildungszentrum auf dem Militärflugplatz Viterbo nördlich von Rom. Die Divisionen hatten bis zur Abschaffung der Divisionsebene im Jahr 1986 jeweils eine kleinere Heeresfliegereinheit, genauso wie die Territorialkommandos in Mittel- und Süditalien.
Italienische Heeresfliegerregimenter (HFR) untergliedern sich in Abteilungen (Bataillone) und Staffeln (Kompanien). In Anlehnung an die traditionellen Bezeichnungen der Kavallerie bezeichnet man die Abteilung als Gruppo Squadroni (dt. etwa „Schwadronengruppe“) und die Staffel als Squadrone („Schwadron“ oder „Eskadron“). Letztere haben in der Regel sechs Luftfahrzeuge und damit Schwarmstärke, weshalb die bataillonsäquivalente gruppo squadroni mit einer deutschen Staffel verglichen werden kann.
- 1. HFR „Antares“ (1976 – Viterbo) (u. a. CH-47, Do-228, P.180; für Sonderaufgaben)
- 2. HFR „Sirio“ (1996 – Lamezia Terme) (AB-205, AB-212; für Süditalien)
- 3. HFR „Aldebaran“ (1993 – Viterbo) (CH-47, NH90, AB412; bis 1998 in Bresso, ehem. III. Korps; seit 2014 für Spezialkräfte)
- 4. HFR „Altair“ (1976 – Bozen) (AB-205; ehem. IV. Korps)
- 5. HFR „Rigel“ (1976 – Casarsa) (A-109, A-129, AB-205; ehem. V. Korps, danach Brigade „Friuli“)
- 7. HFR „Vega“ (1996 – Rimini) (A-109, A-129, AB-205, AB-412, NH90; „Friuli-Brigade“)

Alle sechs italienischen Heeresflieger-Regimenter unterstehen seit 2023 der Luftbeweglichen Brigade „Friuli“ in Bologna.
Folgende vier Heeresflieger-Unterstützungsregimenter (HFUR) übernehmen die Logistik und die Luftfahrzeug-Instandhaltung:
- 1. HFUR „Idra“ (1953 – Bracciano)
- 2. HFUR „Orione“ (1957 – Bologna)
- 3. HFUR „Aquila“ (1965 – Orio al Serio)
- 4. HFUR „Scorpione“ (1976 – Viterbo)

Die vier Verbände unterstehen der Unterstützungsbrigade des Heeresfliegerkommandos in Viterbo.
Siehe auch:
- Liste der aktiven Luftfahrzeuge der italienischen Streitkräfte (Heer)
- Geschichte der italienischen Luftstreitkräfte

## Ehemalige Truppengattungen

### Chemische Truppen
Nachdem italienische Truppen im Ersten Weltkrieg am 29. Juni 1916 auf dem Monte San Michele östlich von Sagrado erstmals Giftgasangriffen ausgesetzt waren, richtete die Militärführung Dienststellen und Einheiten ein, die sich mit dieser Art der Kriegsführung zu befassen hatten. Aus diesen Stellen entstand am 1. Juli 1923 der chemische Dienst, der Aufgaben für alle Teilstreitkräfte übernahm. Ab 1934 erhielt jedes Armeekorps eine chemische Kompanie, dazu wurde eine zentrale chemische Einheit aufgestellt, aus der 1936 ein Chemisches Regiment gebildet wurde, das bis 1943 bestand. Die Ausbildungseinrichtung des chemischen Dienstes wurde 1956 zur ABC-Abwehr-Schule der Streitkräfte, die als solche unter der Regie des Heeres in Rieti noch immer besteht. Als Nachfolger des Chemischen Regiments wurde 1967 aus einer ersten Kompanie das ABC-Abwehrbataillon Etruria in Rieti aufgestellt und dort 1994 in die ABC-Abwehrschule integriert. Bis 1976 unterstand die ABC-Abwehr-Truppe einem separaten Inspektorat, dann wurde sie der Artillerie zugeschlagen. Ende 1998 wurde das 7. Artillerieregiment Cremona in Civitavecchia zu einem ABC-Abwehr-Regiment (in Bataillonsstärke) umgegliedert, das bis heute dem Artilleriekommando des Heeres untersteht.

### Sturmtruppen
Arditi-Sturmtruppen gab es als Untergattung der Infanterie von 1917 bis 1920. Der grundlegende Arditi-Truppenteil war die bataillonsstarke „Sturmabteilung“ (reparto d’assalto). Im Frühjahr 1918 begann man, solche Sturmbataillone zu sechs regimentsstarken Kampfgruppen in zwei Sturmdivisionen zusammenzuziehen. Eine der beiden Sturmdivisionen wurde nach Ende des Ersten Weltkriegs vorübergehend noch nach Libyen verlegt und dann im Zug der Demobilisierung bis 1920 wie alle anderen Arditi-Einheiten aufgelöst. Im Zweiten Weltkrieg gab es von Juli 1942 bis September 1943 ein 10. Arditi-Regiment, das dem Heeresgeneralstab unmittelbar unterstand und in von den Alliierten besetzten Gebieten Sabotageoperationen durchführte. Das ab 1953 aufgebaute 9. Fallschirmjäger-Sturmregiment, das in der Nachfolge des 9. Sturmbataillons von 1918 steht, ist bis heute eine Spezialeinheit des italienischen Heeres. Obwohl es (noch) den Fallschirmjägern (siehe dort) zugerechnet wird, übernimmt dieses Regiment zusehends wieder Arditi-Traditionen: Rund 100 Jahre nach dem Ende des Ersten Weltkriegs tauschte es die hellblauen Kragenspiegel und die bordeauxrote Barette der Fallschirmjäger gegen schwarze Arditi-Kragenspiegel und graugrüne Barette mit eigenem Emblem ein.

### Grenztruppen
Zur Sicherung der Landgrenzen, insbesondere im Bereich des Vallo Alpino, gab es von 1934 bis 1943 einen Truppengattungsverbund mit der Bezeichnung Guardia alla Frontiera, der im Wesentlichen aus Infanterie, Artillerie und Genietruppen bestand. Die Wehrpflichtigen sollten hier den Rekrutierungskriterien der Gebirgstruppen genügen (deren Kopfbedeckung sie in den Alpen in abgewandelter Form trugen, mit dem Abzeichen der Linieninfanterie bzw. Artillerie, Genietruppe). Diese Organisation gliederte sich in Bereichskommandos (Brigaden, als Korpstruppen), Sektoren (Regimenter; 23 in Italien, weitere in Albanien und Libyen) und Untersektoren (Bataillone). Von einem einzelnen Infanterieregiment abgesehen, das am 1. Februar 1942 im libyschen Castelbenito aufgestellt und am 12. März 1942 in 350. Infanterieregiment (Linie) umbenannt wurde, gab es im Bereich der Grenztruppen separate Regimenter nur im Bereich der Artillerie. Im Jahr 1937 übernahm man von der schweren Artillerie fünf Regimenter (6. in Bozen, 7. Cuneo, 8. Venaria Reale, 9. Gorizia, 10. Triest) und stellte zusätzlich bis 1940 vier weitere Grenzartillerie-Regimenter auf (11. Savona, 12. Osoppo, 13. Tirana, 14. Tripolis). Während des Zweiten Weltkriegs wurden einige Einheiten der Grenztruppen den Küstentruppen unterstellt (siehe folgender Abschnitt). Die Auflösung der Guardia alla Frontiera erfolgte im September 1943.
Als zu Beginn des Kalten Krieges der Vallo Alpino in den Ostalpen reaktiviert und weitere Festungsanlagen auch im Voralpenland des Friaul gebaut wurden, übernahmen „reguläre“ (zum Teil gekaderte) Verbände der Alpini, der Linieninfanterie und auch der Pioniere (alle mit der Zusatzbezeichnung d’arresto) die Aufgaben der ehemaligen Grenztruppen. Die Sperrverbände auf Regimentsebene gehörten zu Korpstruppen und Divisionstruppen, einzelne Sperrbataillone unterstellte man ab Mitte der 1970er Jahre auch einigen Brigaden im Nordosten Italiens. Um 1990 wurden diese Sperrverbände allesamt aufgelöst.

### Küstentruppen
Während des Zweiten Weltkriegs wurden im Bereich der Infanterie rund 60 Küstenregimenter mit eigener Nummerierung (überwiegend im Zahlenraum zwischen 100 und 199) aufgestellt. Ihre Bataillone hatten meist eine regimentsinterne Nummerierung, daneben gab es auch Küstenbataillone mit eigener Nummerierung (überwiegend zwischen 395 und 499), die in der Regel selbständig waren, teilweise aber auch den Küstenregimentern unterstellt wurden. Diese Verbände gehörten im weiteren Sinn zur „Linieninfanterie“ (die Kragenspiegel ähnelten denen der Linie im engeren Sinn), de facto handelte es sich um eine Territorialmiliz, bestehend aus älteren Reservisten mit veralteter und unzureichender Ausrüstung. Die Küstenregimenter und selbständige Küstenbataillone bildeten zusammen mit Küstenartillerie-Verbänden erst Küstenbrigaden und dann von Ende 1941 bis September 1943 insgesamt 24 Küstendivisionen (mit Nummerierung ab 201). Nach dem Waffenstillstand von Cassibile und der folgenden deutschen Besetzung wurden im Machtbereich der Alliierten acht italienische Küstendivisionen zu Unterstützungsdivisionen (darunter drei mit neuer Nummerierung) umstrukturiert, die meist Kriegsschäden zu beseitigen und Wiederaufbauarbeit zu leisten hatten. Deren ehemalige Küstenregimenter (und Bataillone) wurden aus diesem Grund in der Regel zu Pionierverbänden mit wiederum eigener Nummerierung umstrukturiert und dann im Laufe des Jahres 1945 aufgelöst.

### Kolonialtruppen
Die zwischen 1885 und 1943 bestehenden italienischen Kolonialtruppen bestanden im Bereich der Infanterie vor allem aus Askaris, eine Bezeichnung die im Lauf der Zeit für Kolonialtruppen aus allen italienischen Kolonialgebieten verwendet wurde. Bei den italienischen Kolonialtruppen waren in der Infanterie lange Zeit selbständige Bataillone die Regel, die bei Bedarf zu regimentsäquivalenten Verbänden mit unterschiedlicher Bezeichnung und diese gegen Ende der kolonialen Epoche dann auch zu Brigaden (besonders in Italienisch-Ostafrika), Divisionen und Armeekorps zusammengefasst wurden. Im Bereich der Kavallerie, die zum Teil aus Kamelreitern bestand (Meharisten, Savaris, Spahis, auch somalische berittene Dubats), blieb die Eskadron (oder ähnlich personalstarke „Banden“) die zentrale Einheit, genauso wie die Batterie bei der Artillerie, die bei Bedarf zu Abteilungen (Bataillon) zusammengefasst wurden. Weitere spezialisierte Kolonialtruppen kamen in der Regel über die Kompanieebene nicht hinaus. Neben diesen von italienischen Offizieren geführten Kolonialtruppen gab es separate Verbände, die im Mobilmachungsfall aus italienischen Siedlern gebildet wurden, darunter kurzlebige Afrika-Regimenter.

## Andere Teilstreitkräfte
Die Carabinieri (Gendarmerie, Militärpolizei der Streitkräfte und ehemals „erste Truppengattung“ des Heeres) wurden im Jahr 2000 eine eigene Teilstreitkraft. Bei den Carabinieri war der regimentsäquivalente Verband die Carabinieri-Legion, die heute Brigadestatus hat. Regimenter (meist in Bataillonsstärke) gibt es nur noch im Bereich der Bereitschaftspolizei und für Sonderaufgaben, darunter das 4. Carabinieri-Regiment zu Pferde und das Kürassierregiment, eine kleine Leibgarde des Staatspräsidenten.
Die Marine kennt Regimenter nur in der Marineinfanterie, davon gibt es derzeit (2020) drei in der San-Marco-Brigade. Im Bereich der Flotte wird ein regimentsäquivalenter Verband anders bezeichnet und nicht auf einheitliche Weise.
Bei der Luftwaffe werden Regimenter in der Regel Geschwader genannt, der italienische Begriff dafür ist Stormo oder „Schwarm“. Verbände dieser Art wurden erst gebildet, nachdem die Luftstreitkräfte von Heer und Marine ab dem Jahr 1923 von der neuen Teilstreitkraft Luftwaffe übernommen wurden.

## Truppenfahnen
Die Truppenfahnen und Standarten der aufgelösten Regimenter befinden sich, von wenigen Ausnahmen abgesehen, im Vittoriano in Rom. In Einzelfällen haben aktive Regimenter neben ihren eigenen Truppenfahnen auch die ihrer direkten Vorläufer. Stabs- und Versorgungstruppenteilen von Großverbänden und wurden 2022 Truppenfahnen und Traditionen verschiedener aufgelöster Regimenter übertragen.